# اسرائیل در المپیک تابستانی ۲۰۲۴
کاروان المپیکی اسرائیل متشکل از ورزشکارانی از اسرائیل بود که جواز حضور در المپیک را کسب کردند. این مسابقات از ۲۶ ژوئیه تا ۱۱ اوت ۲۰۲۴ (۵ تا ۲۱ امرداد ۱۴۰۳ خورشیدی)  تحت عنوان بازی‌های المپیک تابستانی ۲۰۲۴ در پاریس برگزار شد. این هجدهمین حضور این کشور در بازی‌های المپیک تابستانی است. 
از زمان نخستین حضور اسرائیل در سال ۱۹۵۲، ورزشکاران اسرائیلی در همه دوره‌های بازی‌های المپیک تابستانی به غیر از بازی‌های المپیک تابستانی ۱۹۸۰ در مسکو، که به دلیل حمایت این کشور از بایکوت تحت رهبری ایالات متحده، شرکت در آن را رد کردند، حضور داشته‌اند. 
شرکت ورزشکاران اسرائیلی در المپیک ۲۰۲۴ باعث درخواست بیست و شش قانونگذار فرانسوی، فلسطینی و برخی سازمان ورزشی جهانی دیگر برای تحریم اسرائیل و جلوگیری از شرکت آن‌ها به دلیل درگیری در جنگ اسرائیل و حماس و حمایت از ورزشکاران فلسطینی شد. با این وجود اما توماس باخ، رئیس کمیته جهانی المپیک تأیید کرد که این موضوع هرگز برای این کمیته مطرح نبوده و به ورزشکاران دربارهٔ تحریم و تبعیض هشدار داد. رئیس کمیته المپیک اسرائیل، یائل آراد، اطمینان داد که ورزشکاران اسرائیلی «۱۰۰ درصد» با رعایت تدابیر ایمنی (با توجه به کشتار المپیک مونیخ) حضور خواهند داشت.
پیتر پالچیک جودوکار و آندریا مورز شناگر به عنوان پرچمداران این کشور در مراسم افتتاحیه المپیک انتخاب شدند و پرچم در دست، رژه رفتند.

## رقابت‌ها

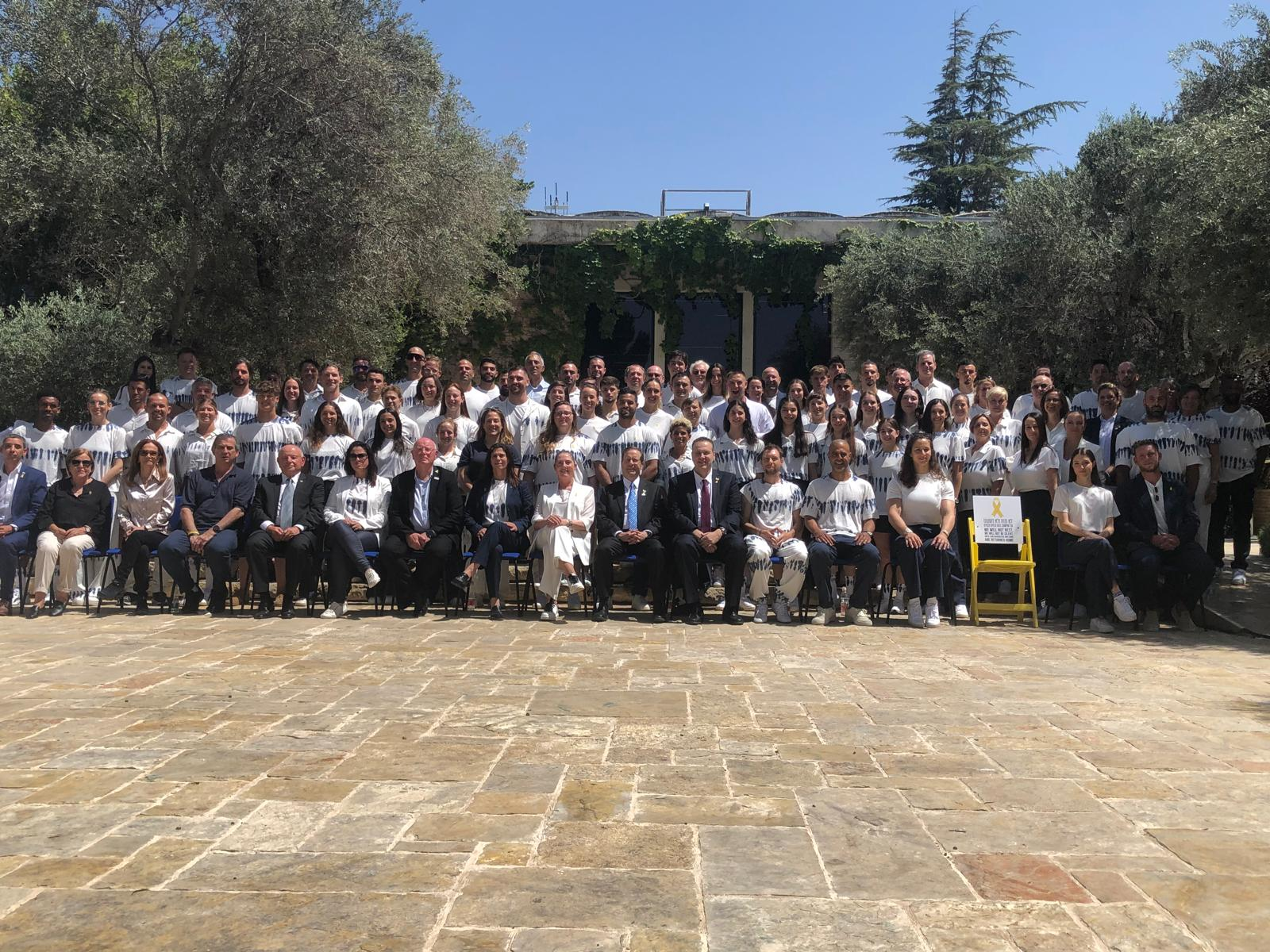
تیم المپیک ۲۰۲۴ اسرائیل در خانه رئیس‌جمهور

در زیر فهرست تعداد شرکت کنندگان اسرائیلی در رقابت‌های این دوره از المپیک آمده است. توجه داشته باشید که ورزشکاران ذخیره (رزرو) در این فهرست محاسبه نمی‌شوند. در مجموع ۸۸ ورزشکار اسرائیلی در این مسابقات شرکت می‌کنند. این درحالیست که تعداد ورزشکاران اعزامی ایران فقط ۴۲ ورزشکار است.
| ورزش              | مرد | زن | کل |
| ----------------- | --- | -- | -- |
| تیراندازی با کمان | ۱   | ۱  | ۲  |
| شنای موزون        | ۰   | ۲  | ۲  |
| دو و میدانی       | ۴   | ۲  | ۶  |
| بدمینتون          | ۱   | ۰  | ۱  |
| دوچرخه‌سواری       | ۳   | ۱  | ۴  |
| سوارکاری          | ۲   | ۲  | ۴  |
| شمشیربازی         | ۱   | ۰  | ۱  |
| فوتبال            | ۱۸  | ۰  | ۱۸ |
| ژیمناستیک         | ۱   | ۷  | ۸  |
| جودو              | ۵   | ۷  | ۱۲ |
| قایقرانی بادبانی  | ۴   | ۴  | ۸  |
| تیراندازی         | ۱   | ۰  | ۱  |
| موج‌سواری          | ۰   | ۱  | ۱  |
| شنا               | ۱۲  | ۶  | ۱۸ |
| تکواندو           | ۰   | ۱  | ۱  |
| سه‌گانه            | ۱   | ۰  | ۱  |
| کل                | ۵۴  | ۳۴ | ۸۸ |

## مدال‌آوران
| مدال | نام                                                                | ورزش             | رویداد                    | تاریخ  |
| ---- | ------------------------------------------------------------------ | ---------------- | ------------------------- | ------ |
| طلا  | تام روونی                                                          | قایقرانی بادبانی | IQFoil مردان              | ۳ اوت  |
| نقره | اینبار لانیر                                                       | جودو             | زنان -۷۸ kg               | ۱ اوت  |
| نقره | راز هرشکو                                                          | جودو             | زنان +۷۸ kg               | ۲ اوت  |
| نقره | شارون کانتور                                                       | قایقرانی بادبانی | IQFoil زنان               | ۳ اوت  |
| نقره | آرتم دولگوپیات                                                     | ژیمناستیک        | هنری مردان                | ۳ اوت  |
| نقره | اوفیر شاهام دیانا اسورتسوف آدار فریدمان رومی پاریتزکی شانی باکانوف | ژیمناستیک        | ریتمیک گروهی زنانه سراسری | ۱۰ اوت |
| برنز | پیتر پالتچیک                                                       | جودو             | مردان ۱۰۰kg-              | ۱ اوت  |

| جودو      | ۰ | ۲ | ۱ | ۳ |
| قایقرانی  | ۱ | ۱ | ۰ | ۲ |
| ژیمناستیک | ۰ | ۲ | ۰ | ۲ |
| کل        | ۱ | ۵ | ۱ | ۷ |

| جنسیت | 1 | 2 | 3 | مجموع |
| مرد   | ۱ | ۱ | ۱ | ۳     |
| زن    | ۰ | ۴ | ۰ | ۴     |
| مختلط | ۰ | ۰ | ۰ | ۰     |
| کل    | ۱ | ۵ | ۱ | ۷     |

| روز      | 1 | 2 | 3 | کل |
| ۲۷ ژوئیه | ۰ | ۰ | ۰ | ۰  |
| ۲۸ ژوئیه | ۰ | ۰ | ۰ | ۰  |
| ۲۹ ژوئیه | ۰ | ۰ | ۰ | ۰  |
| ۳۰ ژوئیه | ۰ | ۰ | ۰ | ۰  |
| ۳۱ ژوئیه | ۰ | ۰ | ۰ | ۰  |
| ۱ اوت    | ۰ | ۱ | ۱ | ۲  |
| ۲ اوت    | ۰ | ۱ | ۰ | ۱  |
| ۳ اوت    | ۱ | ۲ | ۰ | ۳  |
| ۴ اوت    | ۰ | ۰ | ۰ | ۰  |
| ۵ اوت    | ۰ | ۰ | ۰ | ۰  |
| ۶ اوت    | ۰ | ۰ | ۰ | ۰  |
| ۷ اوت    | ۰ | ۰ | ۰ | ۰  |
| ۸ اوت    | ۰ | ۰ | ۰ | ۰  |
| ۹ اوت    | ۰ | ۰ | ۰ | ۰  |
| ۱۰ اوت   | ۰ | ۱ | ۰ | ۱  |
| ۱۱ اوت   | ۰ | ۰ | ۰ | ۰  |
| مجموع    | ۱ | ۵ | ۱ | ۷  |

## تیراندازی با کمان

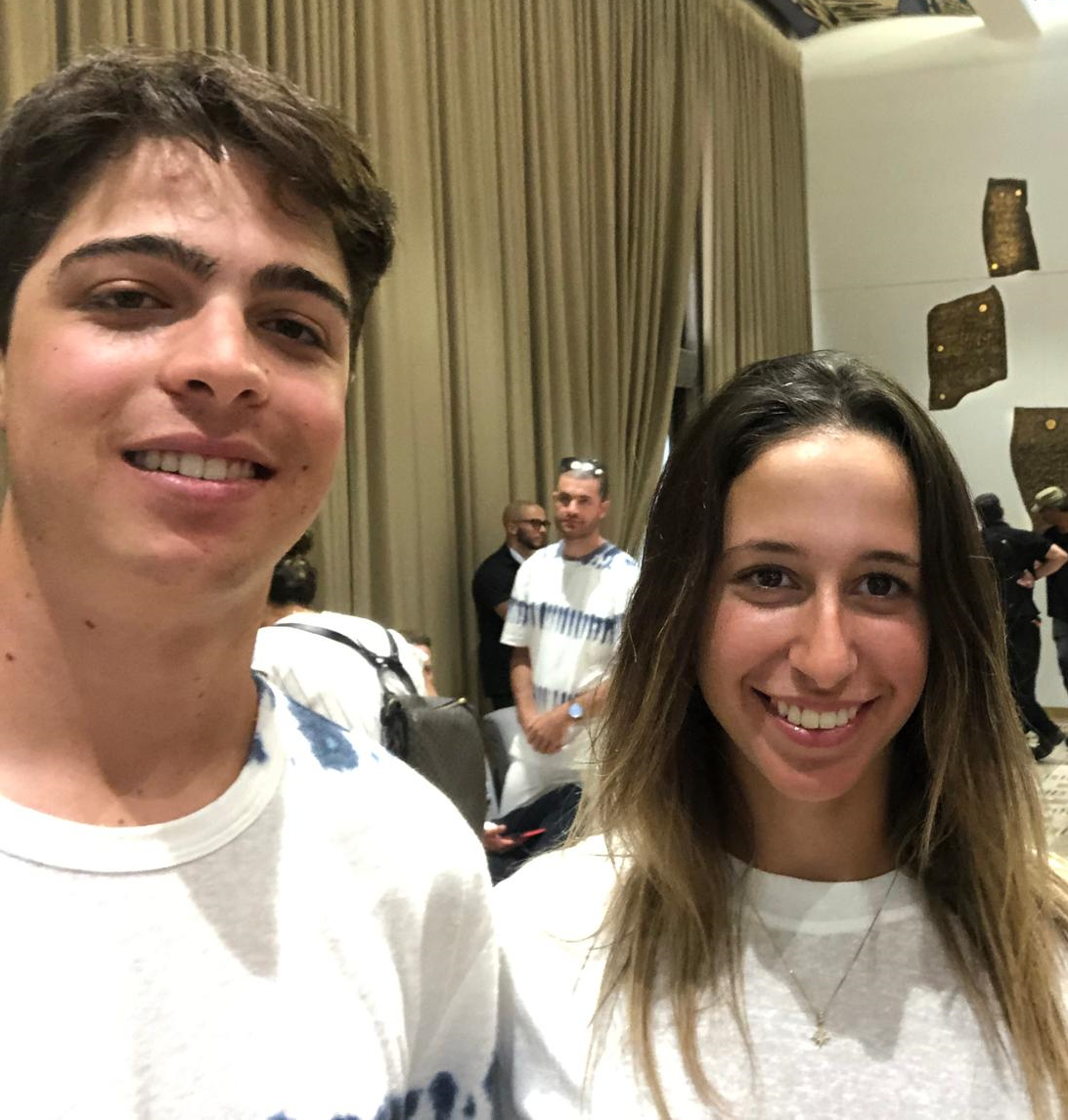
تیراندازان اسرائیلی و میکایلا موشه

اسرائیل از طریق انتشار نهایی رده‌بندی مخصوص المپیک پاریس ۲۰۲۴، دو کماندار (یک ورزشکار از هر جنسیت) در مسابقات انفرادی و ترکیبی تیمی را به دست آورد
| ورزش                  | رویداد        | دور رده‌بندی | دور رده‌بندی | یک ۶۴ ام                            | یک ۳۲ ام    | یک شانزدهم          | یک‌هشتم              | نیمه نهایی          | نهایی/ مدال برنز    | نهایی/ مدال برنز |
| ورزش                  | رویداد        | امتیاز      | Seed        | رقیب امتیاز                         | رقیب امتیاز | رقیب امتیاز         | رقیب امتیاز         | رقیب امتیاز         | رقیب امتیاز         | رتبه             |
| --------------------- | ------------- | ----------- | ----------- | ----------------------------------- | ----------- | ------------------- | ------------------- | ------------------- | ------------------- | ---------------- |
| Roy Dror              | انفرادی مردان | ۶۵۵         | ۴۲          | ویلر (NED) · L ۲–۶                  | عدم راهیابی | عدم راهیابی         | عدم راهیابی         | عدم راهیابی         | عدم راهیابی         | ۳۳               |
| میکائلا موشه          | انفرادی زنان  | ۶۶۰         | ۱۸          | آمادالینا آمایستروآیه (ROU) · L ۱–۷ | عدم راهیابی | عدم راهیابی         | عدم راهیابی         | عدم راهیابی         | عدم راهیابی         | ۳۳               |
| Roy Dror میکائلا موشه | مختلط         | ۱۳۱۵        | ۱۸          | —                                   | —           | عدم کسب امتیاز لازم | عدم کسب امتیاز لازم | عدم کسب امتیاز لازم | عدم کسب امتیاز لازم | ۱۸               |

## شنای هنری
اسراییل به دلیل کسب رتبه بالا در مسابقات جهانی شنای هنری (موزون) سال ۲۰۲۴ در دوحه قطر، اجازه معرفی دو ورزشکار را برای رقابت در دونفره زنان کسب کرد.
| شلی بوبریتسکی آریل ناسی | دوئت | ۲۴۳٫۰۶۶۶ | ۹ | ۲۳۹٫۳۴۱۶ | ۱۱ | ۴۸۲٫۴۰۸۲ | ۱۱ |

## دو و میدانی

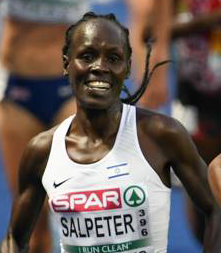
لونا چتمای سالپیتر

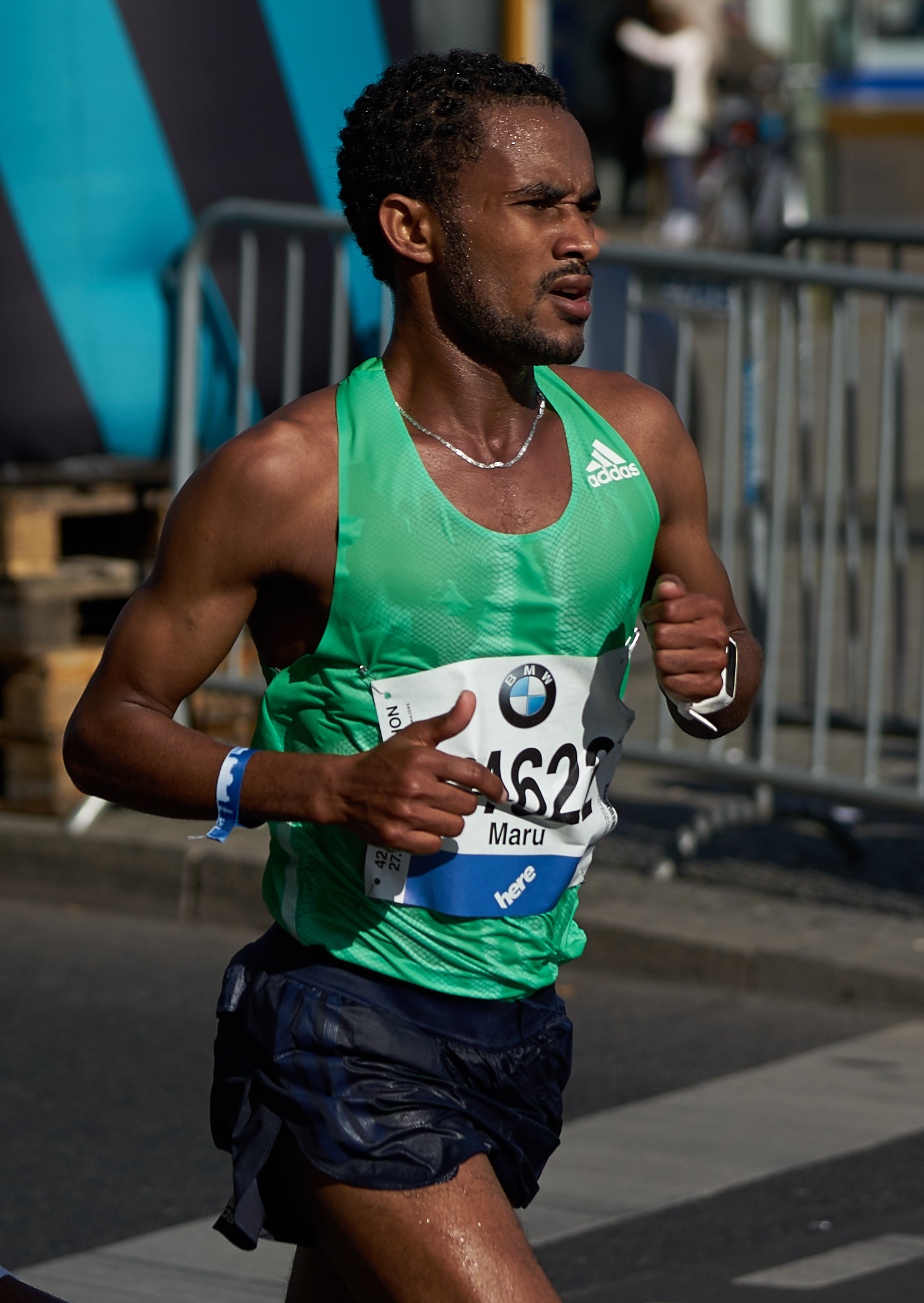
مارو تفری

ورزشکاران دو و میدانی اسرائیلی استانداردهای ورود به پاریس ۲۰۲۴ را یا با گذراندن علامت مقدماتی مستقیم (یا زمان مسابقات دو و میدانی) یا با رتبه جهانی در رویدادهای زیر (حداکثر ۳ ورزشکار در هر کدام) به دست آوردند:
کلید
- Note–رتبه‌هایی که برای رویدادهای پیست داده می‌شود فقط در حد گرمای ورزشکار است
- Q = گزینش برای دور بعدی
- q = واجد شرایط برای دور بعدی به عنوان سریعترین بازنده «یا»، در مسابقات میدانی، بر اساس موقعیت بدون دستیابی به هدف مقدماتی
- NR = رکورد ملی
- N/A = دور برای رویداد قابل اجرا نیست
- Bye = ورزشکار برای شرکت در این دور برگزیده نشده

| ورزشکار            | رویداد        | مقدماتی | مقدماتی | شانس مجدد | شانس مجدد | نیمه‌نهایی   | نیمه‌نهایی   | نهایی       | نهایی       |
| ورزشکار            | رویداد        | نتیجه   | رتبه    | نتیجه     | رتبه      | نتیجه       | رتبه        | نتیجه       | رتبه        |
| ------------------ | ------------- | ------- | ------- | --------- | --------- | ----------- | ----------- | ----------- | ----------- |
| بلسینگ عفریفه      | ۲۰۰ متر مردان | ۲۰٫۷۸   | ۵ R     | ۲۰٫۸۸     | ۴         | پیشروی نکرد | پیشروی نکرد | پیشروی نکرد | پیشروی نکرد |
| مارو تفری          | ماراتن مردان  | —       | —       | —         | —         | —           | —           | ۲:۱۰:۴۲ SB  | ۲۶          |
| جاشوآ آیاله        | ماراتن مردان  | —       | —       | —         | —         | —           | —           | ۲:۱۱:۳۶     | ۳۱          |
| گیرماو عماره       | ماراتن مردان  | —       | —       | —         | —         | —           | —           | ۲:۱۲:۵۱ SB  | ۴۴          |
| لوناه چمتای سالپتر | ماراتن زنان   | —       | —       | —         | —         | —           | —           | ۲:۲۶:۰۸ SB  | ۹           |
| مائور تیوری        | ماراتن زنان   | —       | —       | —         | —         | —           | —           | ۲:۳۳:۳۷     | ۴۹          |

## بدمینتون
اسرائیل یک بازیکن بدمینتون را بر اساس رتبه‌بندی BWF Race to Paris وارد مسابقات المپیک کرد.
| ورزشکار      | رویداد        | مرحله گروهی                               | مرحله گروهی                       | مرحله گروهی                         | مرحله گروهی | حذف             | یک‌چهارم نهایی   | نیمه‌نهایی       | نهایی / برنز    | نهایی / برنز |
| ورزشکار      | رویداد        | در برابر امتیاز                           | در برابر امتیاز                   | در برابر امتیاز                     | رتبه        | در برابر امتیاز | در برابر امتیاز | در برابر امتیاز | در برابر امتیاز | رتبه         |
| ------------ | ------------- | ----------------------------------------- | --------------------------------- | ----------------------------------- | ----------- | --------------- | --------------- | --------------- | --------------- | ------------ |
| میشا زیلبرمن | انفرادی مردان | انگوین (IRL) · شکست (۱۷–۲۱، ۲۱–۱۹، ۱۳–۲۱) | اکسلسن (DEN) · شکست (۹–۲۱, ۱۱–۲۱) | داهال (NEP) · پیروزی (۲۱–۱۲, ۲۱–۱۰) | ۳           | عدم راهیابی     | عدم راهیابی     | عدم راهیابی     | عدم راهیابی     | ۲۷           |

## دوچرخه‌سواری

### جاده

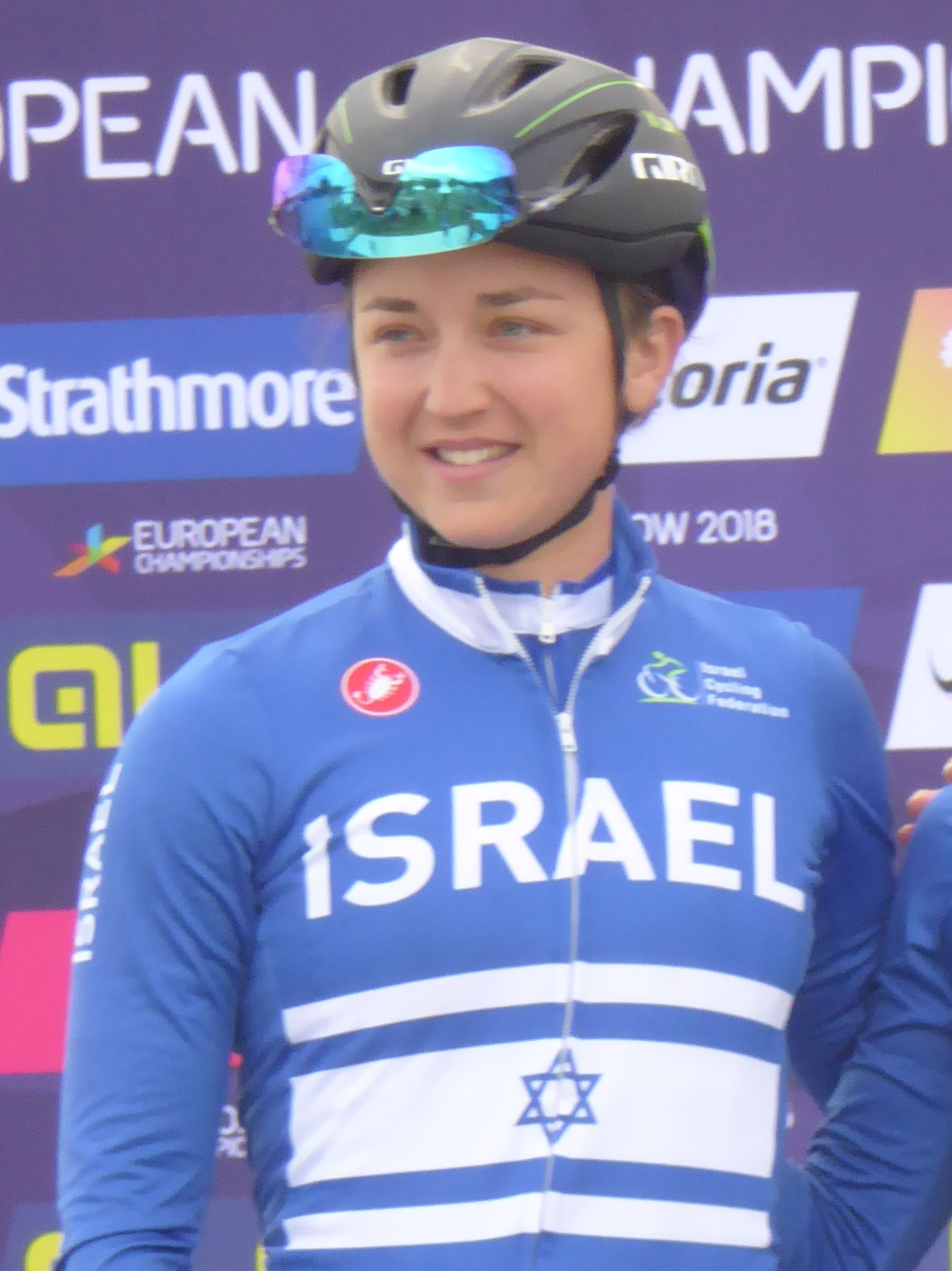
روتم گافینوویتز

اسرائیل یک دوچرخه‌سوار مرد را با کسب رتبه ۳۹ در رده‌بندی UCI Nation و یک دوچرخه‌سوار زن با کسب رتبه ۴۴ در رده‌بندی UCI Nation به دست آورد.
| ورزشکار         | رویداد              | زمان    | رتبه بندی |
| --------------- | ------------------- | ------- | --------- |
| ایتامار اینهورن | جاده انفرادی مردانه | ۶:۳۹:۲۷ | ۶۲        |
| روتم گافینوویتز | جاده انفرادی زنان   | ۴:۱۳:۴۲ | ۷۷        |

### مسیر
اسرائیل پس از انتشار آخرین رده‌بندی المپیک UCI، دو دوچرخه‌سوار را برای مسابقات دوی سرعت و کایرین مردان واجد شرایط کرد، اما در نهایت تصمیم گرفت تنها یک دوچرخه‌سوار را برای هر دو رشته مسابقه اعزام کند.

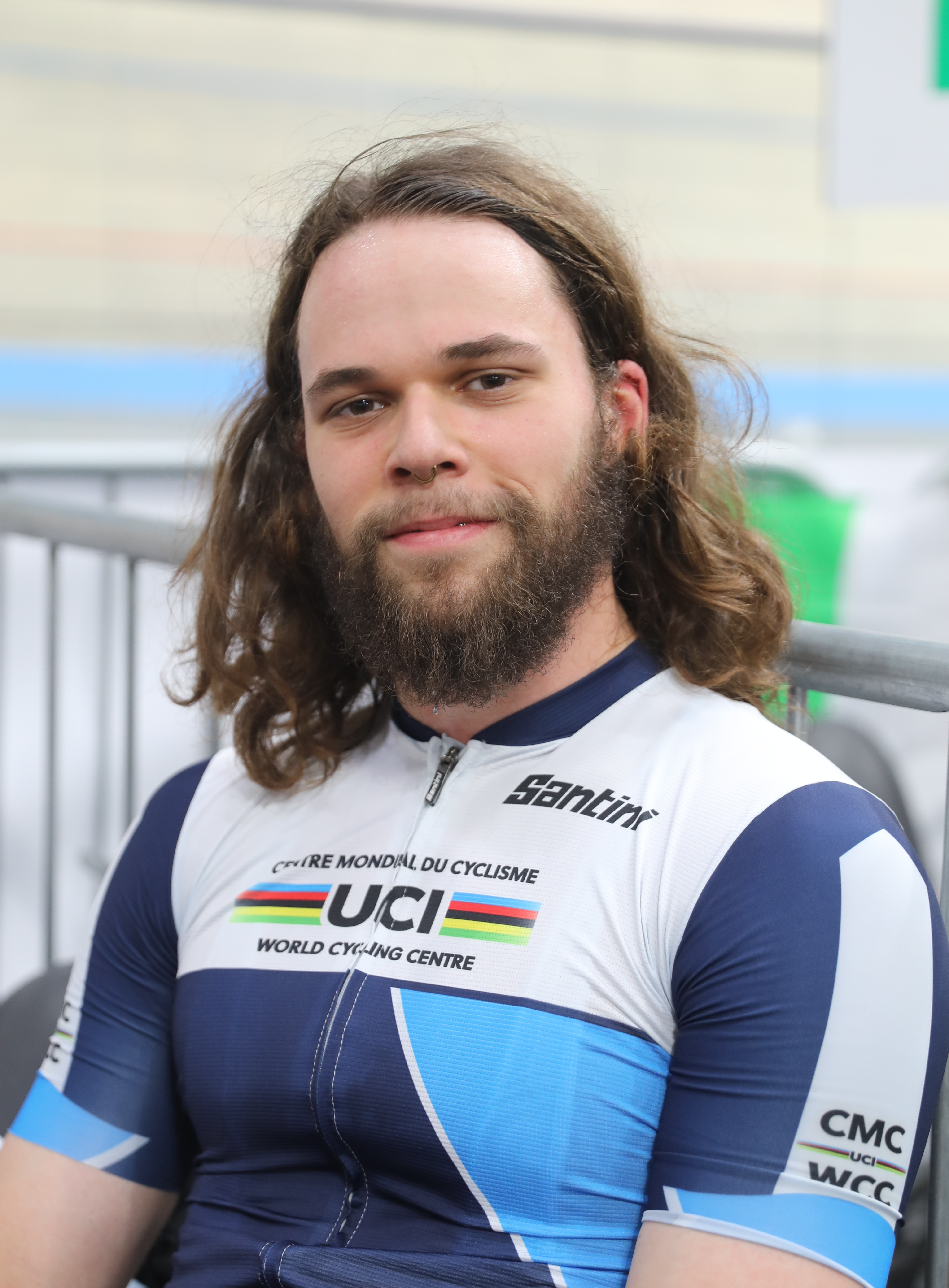
میخائیل یاکولف

سرعت
| ورزشکار        | رویداد     | مقدماتی          | مقدماتی | دور ۱                                | شانس مجدد ۱           | دور ۲                                    | شانس مجدد ۲           | دور ۳                              | شانس مجدد ۳                                       | یک چهارم نهایی        | یمه نهایی             | نهایی / برنز          | نهایی / برنز |
| ورزشکار        | رویداد     | زمان سرعت (km/h) | رتبه    | رقیب زمان سرعت (km/h)                | رقیب زمان سرعت (km/h) | رقیب زمان سرعت (km/h)                    | رقیب زمان سرعت (km/h) | رقیب زمان سرعت (km/h)              | رقیب زمان سرعت (km/h)                             | رقیب زمان سرعت (km/h) | رقیب زمان سرعت (km/h) | رقیب زمان سرعت (km/h) | رتبه         |
| -------------- | ---------- | ---------------- | ------- | ------------------------------------ | --------------------- | ---------------------------------------- | --------------------- | ---------------------------------- | ------------------------------------------------- | --------------------- | --------------------- | --------------------- | ------------ |
| میخائیل یاکولف | سرعت مردان | ۹٫۱۵۲ ۷۸٫۶۷۱     | ۳ Q     | ساهروم (MAS) · پیروزی ۹٫۷۷۹ · ۷۳٫۶۲۷ | —                     | تیون ان فا (SUR) · پیروزی ۹٫۸۹۵ · ۷۲٫۷۶۴ | —                     | ترنبول (GBR) · شکست ۹٫۷۴۱ · ۷۳٫۹۲۲ | ریودیک (POL) · اوانگ (MAS) · شکست ۱۰٫۰۲۰ · ۷۲٫۲۴۶ | پیشروی نکرد           | پیشروی نکرد           | پیشروی نکرد           | ۷            |

کایرین
| ورزشکار        | رویداد        | دور ۱ | رپشاژ | یک چهارم نهایی | نیمه نهایی  | نهایی       | رتبه نهایی |
| ورزشکار        | رویداد        | رتبه  | رتبه  | رتبه           | رتبه        | رتبه        | رتبه نهایی |
| -------------- | ------------- | ----- | ----- | -------------- | ----------- | ----------- | ---------- |
| میخائیل یاکولف | کایرین مردانه | ۱ Q   | —     | ۵              | پیشروی نکرد | پیشروی نکرد | ۱۳         |

### دوچرخه سواری در کوهستان
اسرائیل به دلیل تخصیص مجدد مکان‌های سهمیه استفاده نشده، بر اساس رتبه‌بندی مسابقات المپیک دوچرخه‌سواری کوهستانی UCI، به دوچرخه‌سواری کوهستان یک‌نفره واجد شرایط شد.
| ورزشکار      | رویداد             | زمان    | رتبه |
| ------------ | ------------------ | ------- | ---- |
| تومر زالتسمن | کراس کانتری مردانه | ۱:۳۴:۴۷ | ۲۹   |

## سوارکاری
اسرائیل تیمی متشکل از سه سوارکار را با پیروزی در مسابقات انتخابی پرش المپیک تعیین شده از سوی فدراسیون بین‌المللی سوارکاری برای گروه C (اروپا مرکزی و شرقی) در پراگ، جمهوری چک، وارد مسابقات پرش تیمی کرد.
ایزابلا روسکف در C Vier 2 بازیکن ذخیره اسرائیل برای مسابقات تیمی بود. اما او نیز در مسابقات انفرادی شرکت کرد.

### پریدن
| ورزشکار                          | اسب                                | ماده | صلاحیت  | صلاحیت | نهایی        | نهایی        | نهایی        |
| ورزشکار                          | اسب                                | ماده | جریمه‌ها | رتبه   | جریمه‌ها      | زمان         | رتبه         |
| -------------------------------- | ---------------------------------- | ---- | ------- | ------ | ------------ | ------------ | ------------ |
| دانیل بلومان                     | لادریانو ز                         | شخصی | RT      | RT     | پیشروی نکدرد | پیشروی نکدرد | پیشروی نکدرد |
| رابین مور                        | گلکسی اچ ام                        | شخصی | ۸       | ۴۲     | پیشروی نکرد  | پیشروی نکرد  | پیشروی نکرد  |
| ایزابلا روسکوف                   | C Vier 2                           | شخصی | ۲۰      | ۶۴     | پیشروی نکرد  | پیشروی نکرد  | پیشروی نکرد  |
| دانیل بلومان اشلی باند رابین مُهر | Ladriano Z Donatello 141 Galaxy HM | تیم  | ۲۰      | ۹ Q    | ۳۳           | ۱۵۷٫۴۵       | ۹            |

## شمشیربازی

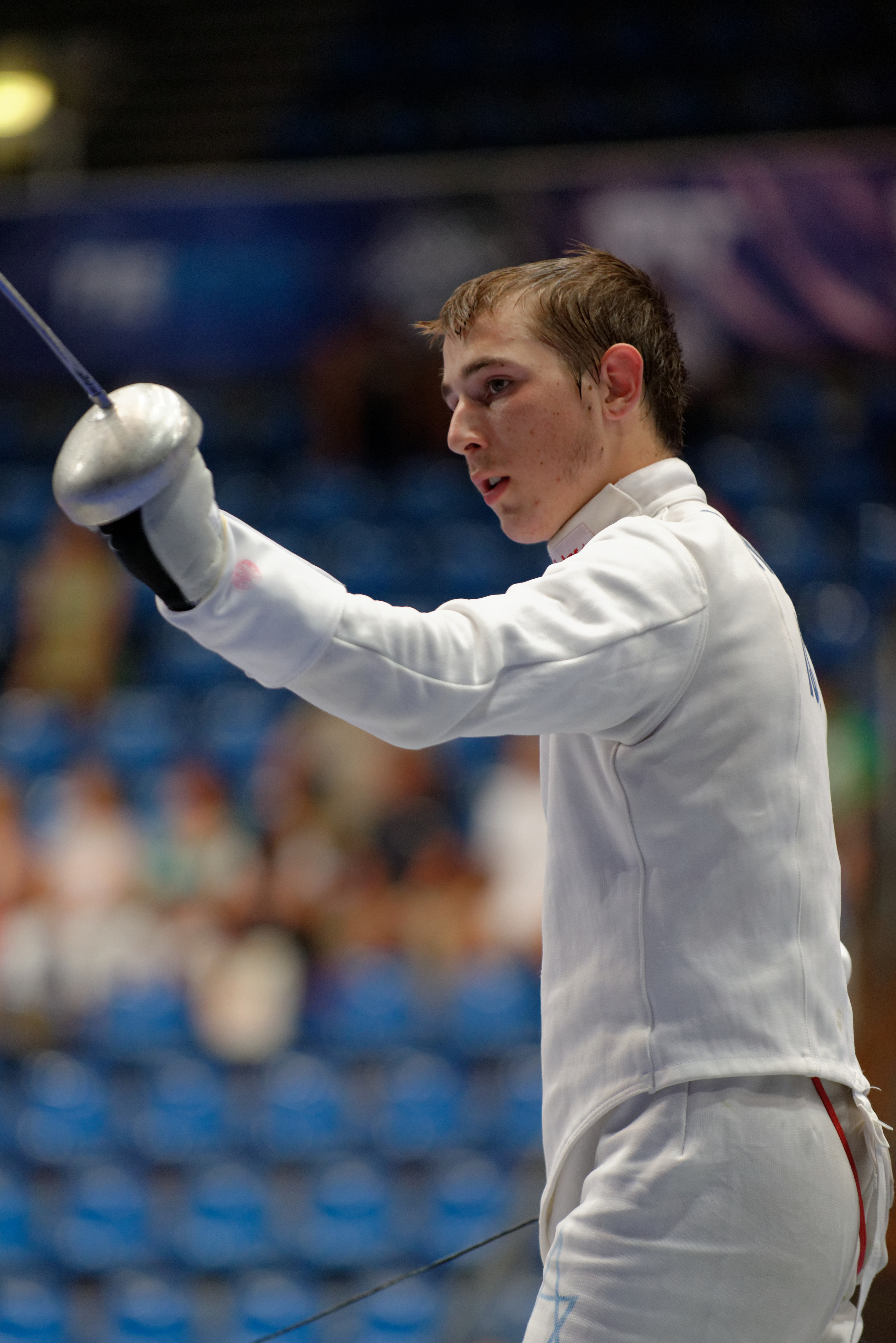
یووال فریلیچ

برای نخستین بار از سال ۲۰۰۸، یک شمشیرباز اسرائیلی توانست مسیر راهیابی به المپیک را با موفقیت طی کند و در این مسابقات حاضر باشد. یووال فریلیش سهمیه خود را در مسابقات اپه مردان به عنوان یکی از دو شمشیرباز انفرادی بالاترین رتبه در منطقه اروپا در رده‌بندی رسمی FIE برای پاریس ۲۰۲۴ به دست آورد.
| ورزشکار      | رویداد     | دور ۶۴          | دور ۳۲                      | دور ۱۶          | یک چهارم نهایی  | نیمه نهایی      | نهایی / برنز    | نهایی / برنز |
| ورزشکار      | رویداد     | در برابر امتیاز | در برابر امتیاز             | در برابر امتیاز | در برابر امتیاز | در برابر امتیاز | در برابر امتیاز | رتبه         |
| ------------ | ---------- | --------------- | --------------------------- | --------------- | --------------- | --------------- | --------------- | ------------ |
| یووال فریلیچ | اپه مردانه | Bye             | سانتارلی (ITA) · شکست ۱۳–۱۵ | پیشروی نکرد     | پیشروی نکرد     | پیشروی نکرد     | پیشروی نکرد     | ۱۹           |

## فوتبال

### خلاصه
کلید:
- A.E.T – در وقت اضافه.
- P – تساوی بازی در وقت‌های قانونی و مشخص شدن برنده با ضربات پنالتی.

| تیم           | رویداد        | مرحله گروهی        | مرحله گروهی           | مرحله گروهی       | مرحله گروهی | یک چهارم نهایی | نیمه نهایی     | نهایی / برنز   | نهایی / برنز |
| تیم           | رویداد        | نتیجه در برابر     | نتیجه در برابر        | نتیجه در برابر    | رتبه گروهی  | نتیجه در برابر | نتیجه در برابر | نتیجه در برابر | رتبه         |
| ------------- | ------------- | ------------------ | --------------------- | ----------------- | ----------- | -------------- | -------------- | -------------- | ------------ |
| مردان اسرائیل | مسابقات مردان | مالی · برابر · ۱–۱ | پاراگوئه · باخت · ۲–۴ | ژاپن · باخت · ۰–۱ | ۴           | عدم راهیابی    | عدم راهیابی    | عدم راهیابی    | ۱۵           |

### مسابقات مردان
تیم فوتبال المپیک مردان اسرائیل با صعود به نیمه نهایی مسابقات قهرمانی اروپا زیر ۲۱ سال ۲۰۲۳ در گرجستان و رومانی به بازی‌های المپیک راه یافت و برای اولین بار از مونترال ۱۹۷۶ بازگشت این کشور به این ورزش را رقم زد.
فهرست تیم
. اسرائیل یک تیم مقدماتی ۲۹ نفره را در ۲۳ مه ۲۰۲۴ معرفی کرد. بازیکنان تیم نهایی در ۲ ژوئیه منتشر شد. عمر نیرون در ۱۸ ژوئیه جایگزین دنیل پرتس مصدوم شد، در حالی که روی ساسون به عنوان بازیکن جایگزین دعوت شد.
سرمربی: گوی لوزون
| شماره. | پست.      | بازیکن                    | زادروز (سن)              | بازی | گل | باشگاه            |
| ------ | --------- | ------------------------- | ------------------------ | ---- | -- | ----------------- |
| ۱      | دروازه‌بان | Omer Nir'on               | ۱۷ آوریل ۲۰۰۱ (۲۳ ساله)  | ۰    | ۰  | مکابی نتانیا      |
| ۲      | مدافع     | Ilay Feingold             | ۲۳ اوت ۲۰۰۴ (۱۹ ساله)    | ۰    | ۰  | مکابی حیفا        |
| ۳      | مدافع     | Sean Goldberg*            | ۲۵ اوت ۱۹۹۵ (۲۸ ساله)    | ۰    | ۰  | مکابی حیفا        |
| ۴      | مدافع     | Stav Lemkin               | ۲ آوریل ۲۰۰۳ (۲۱ ساله)   | ۰    | ۰  | شاختار دونتسک     |
| ۵      | مدافع     | روی ریوایوو               | ۲۲ مه ۲۰۰۳ (۲۱ ساله)     | ۰    | ۰  | مکابی تل‌آویو      |
| ۶      | هافبک     | Omri Gandelman* (کاپیتان) | ۱۶ مه ۲۰۰۰ (۲۴ ساله)     | ۰    | ۰  | خنت               |
| ۷      | مهاجم     | Osher Davida              | ۱۸ فوریه ۲۰۰۱ (۲۳ ساله)  | ۰    | ۰  | مکابی تل‌آویو      |
| ۸      | هافبک     | Ethan Azoulay             | ۲۶ مه ۲۰۰۲ (۲۲ ساله)     | ۰    | ۰  | مکابی نتانیا      |
| ۹      | مهاجم     | Dor Turgeman              | ۲۴ اکتبر ۲۰۰۳ (۲۰ ساله)  | ۰    | ۰  | مکابی تل‌آویو      |
| ۱۰     | هافبک     | اسکار گلوخ                | ۱ آوریل ۲۰۰۴ (۲۰ ساله)   | ۰    | ۰  | ردبول سالزبورگ    |
| ۱۱     | مهاجم     | Liel Abada                | ۳ اکتبر ۲۰۰۱ (۲۲ ساله)   | ۰    | ۰  | شارلوت            |
| ۱۲     | مدافع     | Noam Ben Harush           | ۱۳ مه ۲۰۰۵ (۱۹ ساله)     | ۰    | ۰  | هاپوئل حیفا       |
| ۱۳     | مهاجم     | Elad Madmon               | ۱۰ فوریه ۲۰۰۴ (۲۰ ساله)  | ۰    | ۰  | مکابی تل‌آویو      |
| ۱۴     | هافبک     | Ayano Preda               | ۲۹ آوریل ۲۰۰۲ (۲۲ ساله)  | ۰    | ۰  | هاپوئل اورشلیم    |
| ۱۵     | هافبک     | Adi Yona                  | ۱۷ آوریل ۲۰۰۴ (۲۰ ساله)  | ۰    | ۰  | بیتار اورشلیم     |
| ۱۶     | مدافع     | Or Israelov               | ۲ سپتامبر ۲۰۰۴ (۱۹ ساله) | ۰    | ۰  | هاپوئل تل‌آویو     |
| ۱۷     | هافبک     | Ido Shahar                | ۲۰ اوت ۲۰۰۱ (۲۲ ساله)    | ۰    | ۰  | مکابی تل‌آویو      |
| ۱۸     | دروازه‌بان | Niv Eliasi                | ۱ فوریه ۲۰۰۲ (۲۲ ساله)   | ۰    | ۰  | هاپوئل بئر شبع    |
| ۲۲     | دروازه‌بان | Roy Sason                 | ۱۳ دسامبر ۲۰۰۱ (۲۲ ساله) | ۰    | ۰  | بنی یهودا تل آویو |

بازی گروهی
| رتبه | تیم      | بازی | برد | مساوی | باخت | گل زده | گل خورده | گل تفاضل | امتیاز | صلاحیت           |
| ---- | -------- | ---- | --- | ----- | ---- | ------ | -------- | -------- | ------ | ---------------- |
| ۱    | ژاپن (A) | ۲    | ۲   | ۰     | ۰    | ۶      | ۰        | ۶+       | ۶      | صعود به دور حذفی |
| ۲    | پاراگوئه | ۲    | ۱   | ۰     | ۱    | ۴      | ۷        | ۳−       | ۳      | صعود به دور حذفی |
| ۳    | مالی     | ۲    | ۰   | ۱     | ۱    | ۱      | ۲        | ۱−       | ۱      |                  |
| ۴    | اسرائیل  | ۲    | ۰   | ۱     | ۱    | ۳      | ۵        | ۲−       | ۱      |                  |

| مالی          | ۱–۱   | اسرائیل                    |
| ------------- | ----- | -------------------------- |
| - Doumbia ۶۳' | گزارش | - H. Diallo ۵۶' (گل‌به‌خودی) |

| اسرائیل                    | ۲–۴   | پاراگوئه                                                |
| -------------------------- | ----- | ------------------------------------------------------- |
| - Gandelman ۵۳' - گلوخ ۸۰' | گزارش | - M. Fernández ۲۵'، ۹۰+۶' - انسیسو ۶۹' - بالبوئنا ۹۰+۳' |

| اسرائیل | ۱–۰   | ژاپن        |
| ------- | ----- | ----------- |
|         | گزارش | هوسیا ۹۰+۱' |

## ژیمناستیک

### هنری

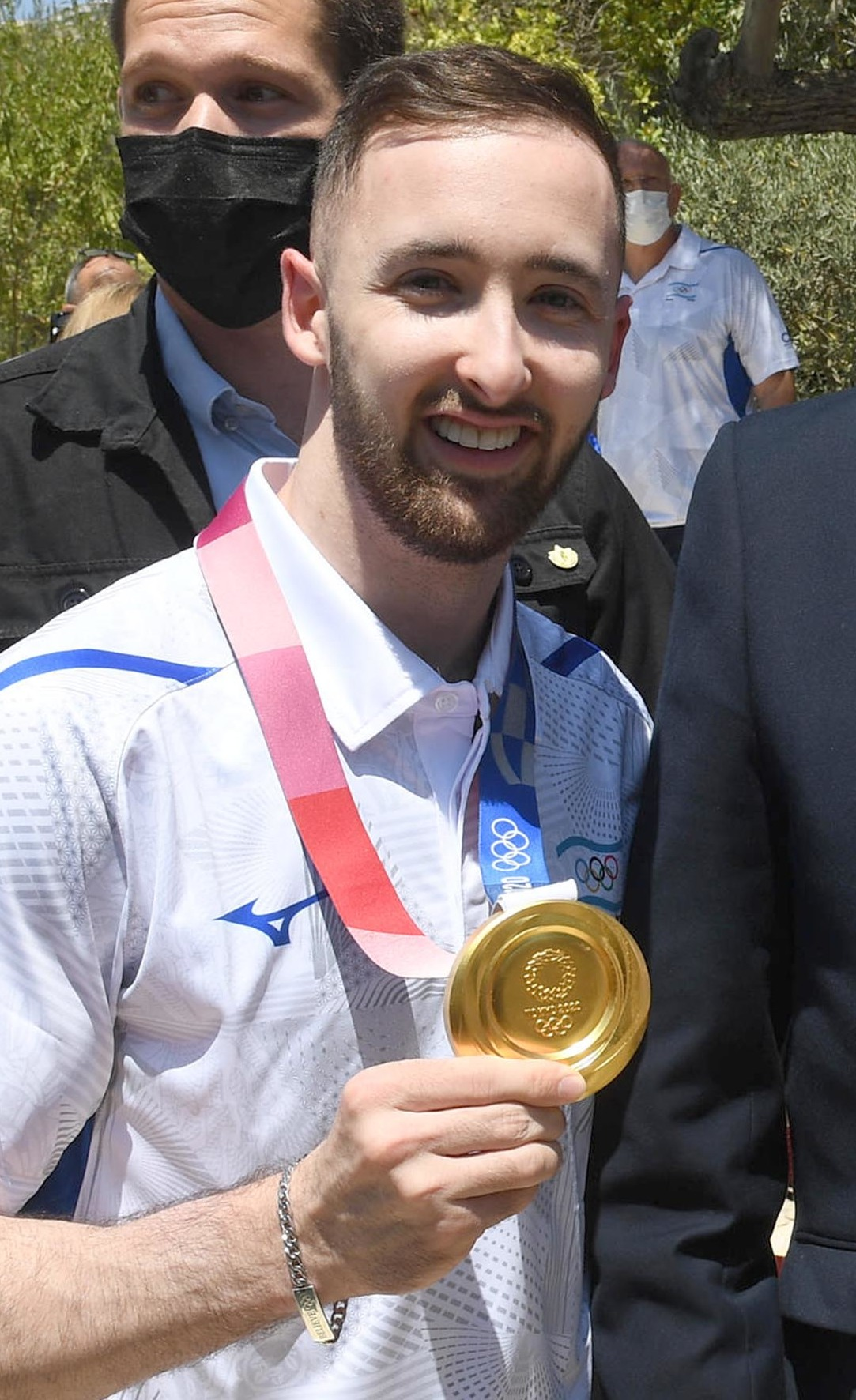
آرتم دولگوپیات دارنده مدال طلای المپیک ۲۰۲۰

اسرائیل دو ژیمناستیک به نام‌های آرتم دولگوپیات و لیهی راز را به دلیل قرار گرفتن در بین ورزشکاران واجد شرایط در مسابقات سراسری در مسابقات جهانی ژیمناستیک هنری ۲۰۲۳، جواز کسب کرد.
مردان
| ورزشکار        | رویداد   | صلاحیت | صلاحیت | صلاحیت | صلاحیت | صلاحیت | صلاحیت | صلاحیت | صلاحیت | نهایی       | نهایی       | نهایی       | نهایی       | نهایی       | نهایی       | نهایی       | نهایی       |
| ورزشکار        | رویداد   | دستگاه | دستگاه | دستگاه | دستگاه | دستگاه | دستگاه | جمع    | رتبه   | دستگاه      | دستگاه      | دستگاه      | دستگاه      | دستگاه      | دستگاه      | جمع         | رتبه        |
| ورزشکار        | رویداد   | F      | PH     | R      | V      | PB     | HB     | جمع    | رتبه   | F           | PH          | R           | V           | PB          | HB          | جمع         | رتبه        |
| -------------- | -------- | ------ | ------ | ------ | ------ | ------ | ------ | ------ | ------ | ----------- | ----------- | ----------- | ----------- | ----------- | ----------- | ----------- | ----------- |
| آرتم دولگوپیات | کف       | ۱۴٫۴۶۶ | —      | —      | —      | —      | —      | ۱۴٫۴۶۶ | ۷      |             | —           | —           | —           | —           | —           | ۱۴٫۹۶۶      | 2           |
| آرتم دولگوپیات | اسب پومل | —      | ۱۳۰۰۰  | —      | —      | —      | —      | ۱۳۰۰۰  | ۴۶     | پیشروی نکرد | پیشروی نکرد | پیشروی نکرد | پیشروی نکرد | پیشروی نکرد | پیشروی نکرد | پیشروی نکرد | پیشروی نکرد |

زنان
| ورزشکار  | رویداد | صلاحیت | صلاحیت | صلاحیت | صلاحیت | صلاحیت | صلاحیت | نهایی       | نهایی       | نهایی       | نهایی       | نهایی       | نهایی       |
| ورزشکار  | رویداد | دستگاه | دستگاه | دستگاه | دستگاه | جمع    | رتبه   | دستگاه      | دستگاه      | دستگاه      | دستگاه      | جمع         | رتبه        |
| ورزشکار  | رویداد | V      | UB     | BB     | F      | جمع    | رتبه   | V           | UB          | BB          | F           | جمع         | رتبه        |
| -------- | ------ | ------ | ------ | ------ | ------ | ------ | ------ | ----------- | ----------- | ----------- | ----------- | ----------- | ----------- |
| لیحی راز | اطراف  | ۱۳٫۶۶۶ | ۱۲٫۸۳۳ | ۱۲٫۳۰۰ | ۱۲٫۸۳۳ | ۵۱٫۶۳۲ | ۳۱ R1  | پیشروی نکرد | پیشروی نکرد | پیشروی نکرد | پیشروی نکرد | پیشروی نکرد | پیشروی نکرد |
| لیحی راز | طاق    | ۱۳٫۴۴۹ | —      | —      | —      | ۱۳٫۴۴۹ | ۱۶     | پیشروی نکرد | پیشروی نکرد | پیشروی نکرد | پیشروی نکرد | پیشروی نکرد | پیشروی نکرد |

### ریتمیک
اسرائیل پس از نایب قهرمانی و موفقیت ورزشکارانش در مسابقات جهانی ۲۰۲۲ در صوفیه، بلغارستان، جواز ارسال تیمی از ژیمناست‌های ریتمیک برای المپیک را کسب کرد تا در رقابت‌های همه‌جانبه گروهی شرکت کند. علاوه بر این، اسرائیل همچنین در مسابقات جهانی ۲۰۲۳ در والنسیای اسپانیا، یک ژیمناست انفرادی را از طریق مقدماتی همه‌جانبه انفرادی به المپیک اعزام کرد.

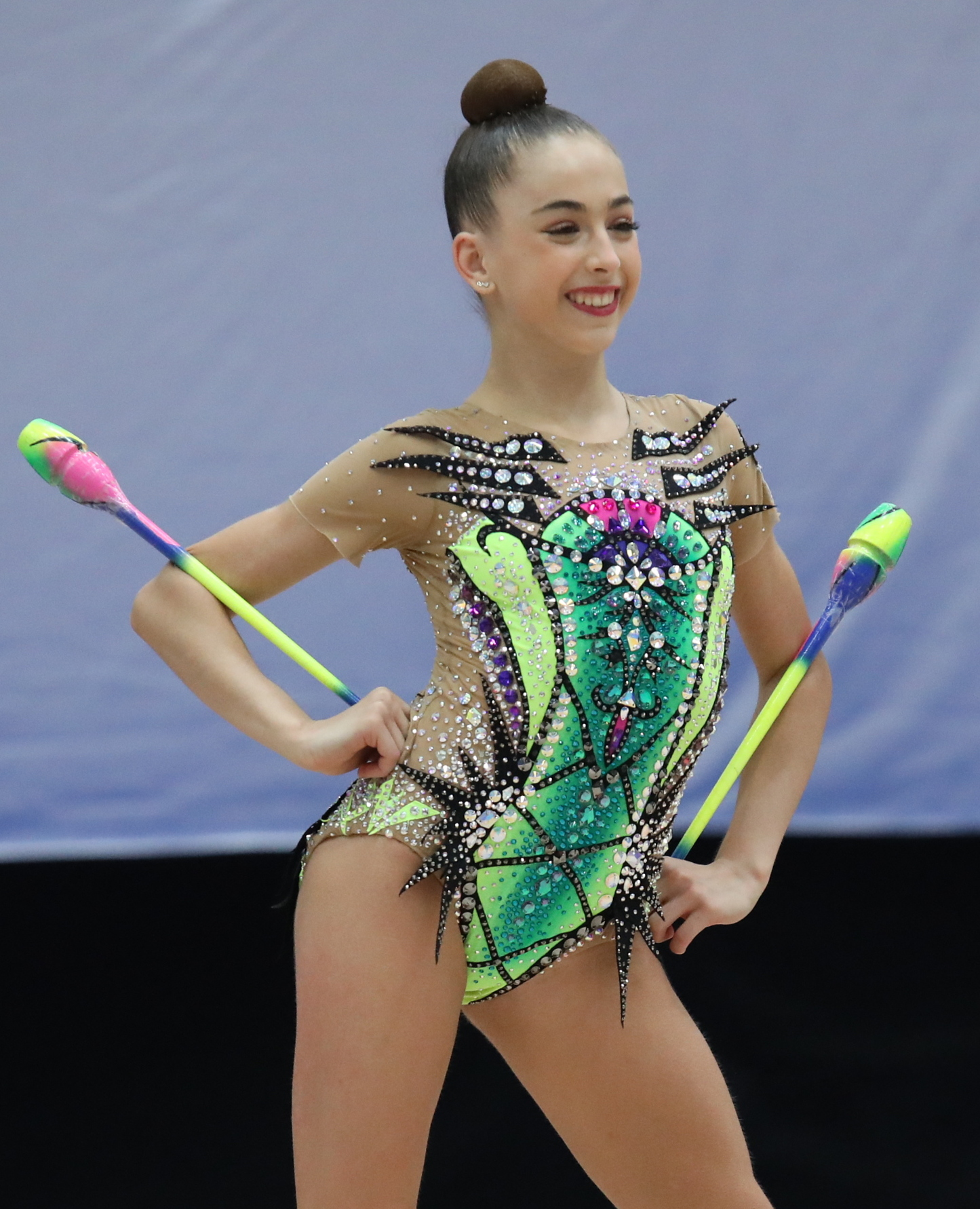
داریا آتامانوف

| ورزشکار        | رویداد | صلاحیت | صلاحیت | صلاحیت   | صلاحیت | صلاحیت  | صلاحیت | نهایی  | نهایی  | نهایی    | نهایی  | نهایی   | نهایی |
| ورزشکار        | رویداد | حلقه   | توپ    | باشگاه‌ها | روبان  | جمع     | رتبه   | حلقه   | توپ    | باشگاه‌ها | روبان  | جمع     | رتبه  |
| -------------- | ------ | ------ | ------ | -------- | ------ | ------- | ------ | ------ | ------ | -------- | ------ | ------- | ----- |
| داریا آتامانوف | شخصی   | ۳۳٫۲۵۰ | ۳۲٫۷۰۰ | ۳۲٫۱۰۰   | ۳۲٫۴۰۰ | ۱۳۰٫۴۵۰ | ۷ Q    | ۳۵٫۲۰۰ | ۳۱٫۸۰۰ | ۳۳٫۸۵۰   | ۳۳٫۰۰۰ | ۱۳۳٫۸۵۰ | ۵     |

| ورزشکاران                                                          | رویداد | صلاحیت   | صلاحیت     | صلاحیت | صلاحیت | نهایی    | نهایی      | نهایی  | نهایی |
| ورزشکاران                                                          | رویداد | 5 برنامه | 3+2 برنامه | جمع    | رتبه   | 5 برنامه | 3+2 برنامه | جمع    | رتبه  |
| ------------------------------------------------------------------ | ------ | -------- | ---------- | ------ | ------ | -------- | ---------- | ------ | ----- |
| اوفیر شاهام دیانا اسورتسوف آدار فریدمان رومی پاریتزکی شانی باکانوف | گروهی  | ۳۵٫۲۵۰   | ۳۱٫۹۰۰     | ۶۷٫۱۵۰ | ۶ Q    | ۳۵٫۶۰۰   | ۳۳٫۲۵۰     | ۶۸٫۸۵۰ | 2     |

## جودو
جودوکاران اسرائیلی برای ایرانیان معرف حضور هستند. چرا که به دلیل تلاش‌های فدراسیون جودو جمهوری اسلامی، ورزشکاران ایرانی از رقابت با اسرائیلی‌ها پرهیز کردند. در نهایت سعید مولایی با افشای این ماجرا و پناهندگی به قزاقستان، فدراسیون جودوی جمهوری اسلامی تعلیق شد و جودوکاران ایرانی تا اطلاع ثانوی از حضور در همه مسابقات جودو (از جمله المپیک) منع شدند. در زیر فهرستی از جودوکاران اسرائیلی هستند که شرایط لازم را کسب کرده‌اند.
مردان
مردان جودوکار اسرائیلی توانستند یک مدال برنز در این مسابقات کسب کنند.
| ورزشکار       | رویداد   | یک ۶۴ ام   | یک ۳۲ ام                     | یک شانزدهم                     | یک‌هشتم                     | نیمه نهایی     | شانس‌مجدد               | نهایی/ برنز           | رتبه |
| ورزشکار       | رویداد   | رقیب نتیجه | رقیب نتیجه                   | رقیب نتیجه                     | رقیب نتیجه                 | رقیب نتیجه     | رقیب نتیجه             | رقیب نتیجه            | رتبه |
| ------------- | -------- | ---------- | ---------------------------- | ------------------------------ | -------------------------- | -------------- | ---------------------- | --------------------- | ---- |
| یام ولسزاک    | −۶۰ ک.گ  | —          | کیسوکا (COD) برد ۱۰–۰۰       | ساردالواشویلی (GEO) شکست ۰۰–۱۱ | حذف در دور پیش             | حذف در دور پیش | حذف در دور پیش         | حذف در دور پیش        | ۹    |
| باروخ شمایلوف | −۶۶ ک.گ  | —          | بوشیتا (MAR) برد ۰۱–۰۰       | امامعلی (TJK) شکست ۰۰–۰۱       | حذف در دور پیش             | حذف در دور پیش | حذف در دور پیش         | حذف در دور پیش        | ۹    |
| توهار بوتبول  | −۷۳ ک.گ  | —          | دریس (ALG) برد               | حیدرف (AZE) · باخت ۰۰–۱۰       | پیشروی نکرد                | پیشروی نکرد    | پیشروی نکرد            | پیشروی نکرد           | ۹    |
| ساگی موکی     | −۸۱ ک.گ  | استراحت    | کاولیوس (GER) · برد ۱۰–۰۰    | لی (KOR) · باخت ۰۰–۱۰          | پیشروی نکرد                | پیشروی نکرد    | پیشروی نکرد            | پیشروی نکرد           | ۹    |
| پیتر پالتچیک  | −۱۰۰ ک.گ | —          | گونشیگسورن (MGL) · برد ۱۰–۰۰ | دیسه (FRA) · برد ۱۰–۰۰         | کاتسویف (AZE) · باخت ۰۰–۰۱ | پیشروی نکرد    | کورل (NED) · برد ۱۰–۰۰ | ایش (SUI) · برد ۰۱–۰۰ | 3    |

زنان

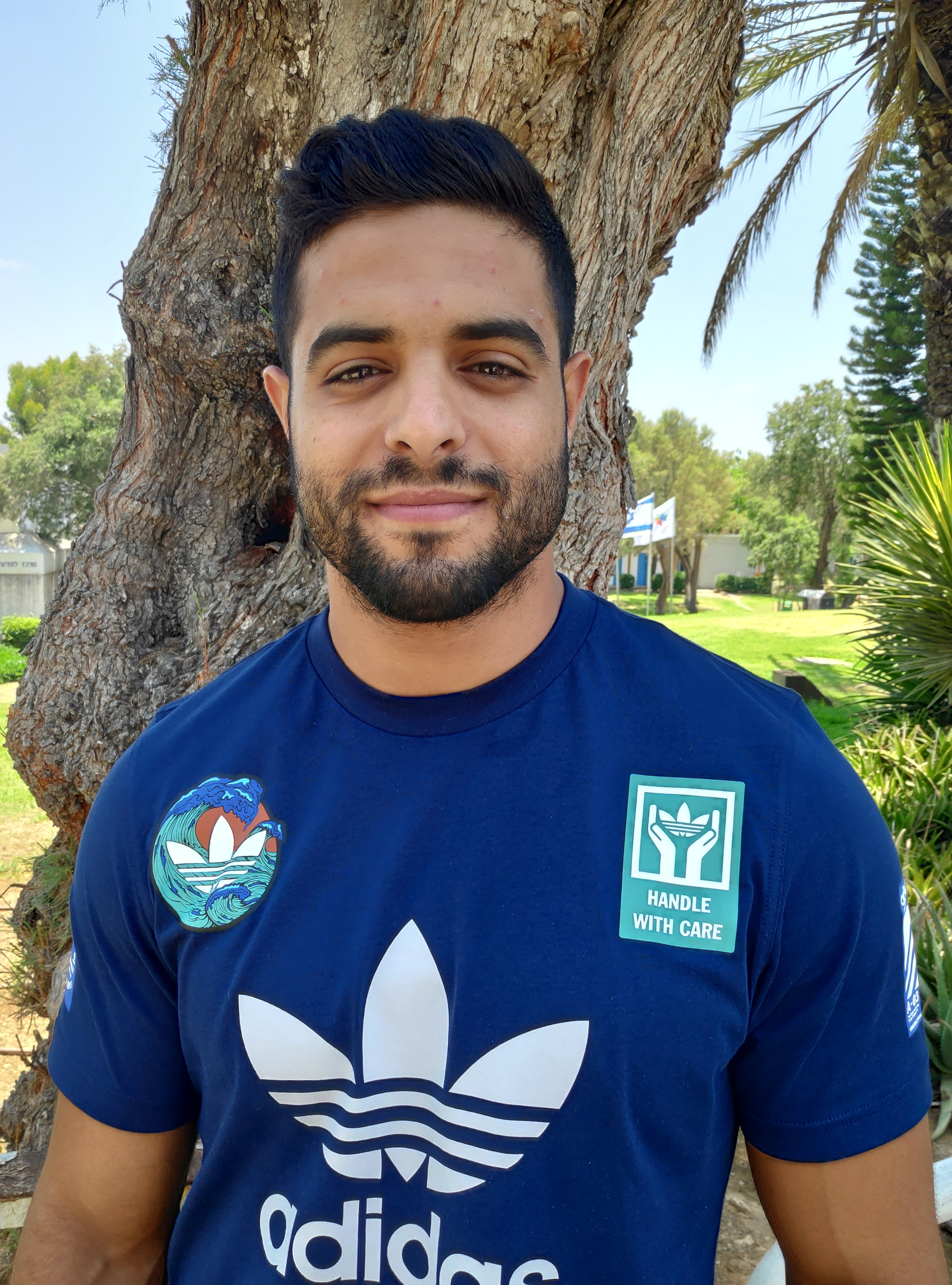
ساگی موکی

زنان جودوکار اسرائیلی توانستند دو مدال نقره در این مسابقات کسب کنند.
| ورزشکار         | رویداد  | یک ۳۲ ام                     | یک شانزدهم               | یک‌هشتم                      | نیمه نهایی                | شانس مجدد            | نهایی/ برنز               | رتبه |
| ورزشکار         | رویداد  | رقیب نتیجه                   | رقیب نتیجه               | رقیب نتیجه                  | رقیب نتیجه                | رقیب نتیجه           | رقیب نتیجه                | رتبه |
| --------------- | ------- | ---------------------------- | ------------------------ | --------------------------- | ------------------------- | -------------------- | ------------------------- | ---- |
| شیرا ریشونی     | −۴۸ ک.گ | آبوژاکیونوا (KAZ) شکست ۰۰–۰۱ | عدم راهیابی              | عدم راهیابی                 | عدم راهیابی               | عدم راهیابی          | عدم راهیابی               | ۱۷   |
| گفن پریمو       | −۵۲ ک.گ | جونگ (KOR) برد ۱۰–۰۰         | اندیایه (SUI) برد ۰۱–۰۰  | کراسنیچی (KOS) شکست ۰۰–۱۰   | عدم راهیابی               | پاپ (HUN) شکست ۰۰–۱۰ | عدم راهیابی               | ۷    |
| تیمنا نلسون-لوی | −۵۷ ک.گ | کاجزر (SLO) · برد ۰۱–۰۰      | هو (KOR) · شکست ۰۰–۱۰    | پیشروی نکرد                 | پیشروی نکرد               | پیشروی نکرد          | پیشروی نکرد               | ۹    |
| گیلی شاریر      | −۶۳ ک.گ | اگبگننو (FRA) · شکست ۰۰–۰۱   | پیشروی نکرد              | پیشروی نکرد                 | پیشروی نکرد               | پیشروی نکرد          | پیشروی نکرد               | ۱۷   |
| مایا گوشن       | −۷۰ ک.گ | اوگل (TUR) · برد ۱۰–۰۰       | گاهیه (FRA) · شکست ۰۰–۱۰ | پیشروی نکرد                 | پیشروی نکرد               | پیشروی نکرد          | پیشروی نکرد               | ۹    |
| اینبار لانیر    | −۷۸ ک.گ | استراحت                      | خوسلن (MGL) · برد ۱۰–۰۰  | استینهویس (NED) · برد ۱۰–۰۰ | واگنر (GER) · برد ۱۰–۰۰   | —                    | بلاندی (ITA) · شکست ۰۰–۱۱ | 2    |
| راز هرشکو       | +۷۸ ک.گ | استراحت                      | کامپوس (NED) · برد ۱۰–۰۰ | زابیک (SRB) · برد ۱۰–۰۰     | اوزدمیر (TUR) · برد ۱۰–۰۰ | —                    | سوزا (BRA) · شکست ۰۰–۰۱   | 2    |

مختلط

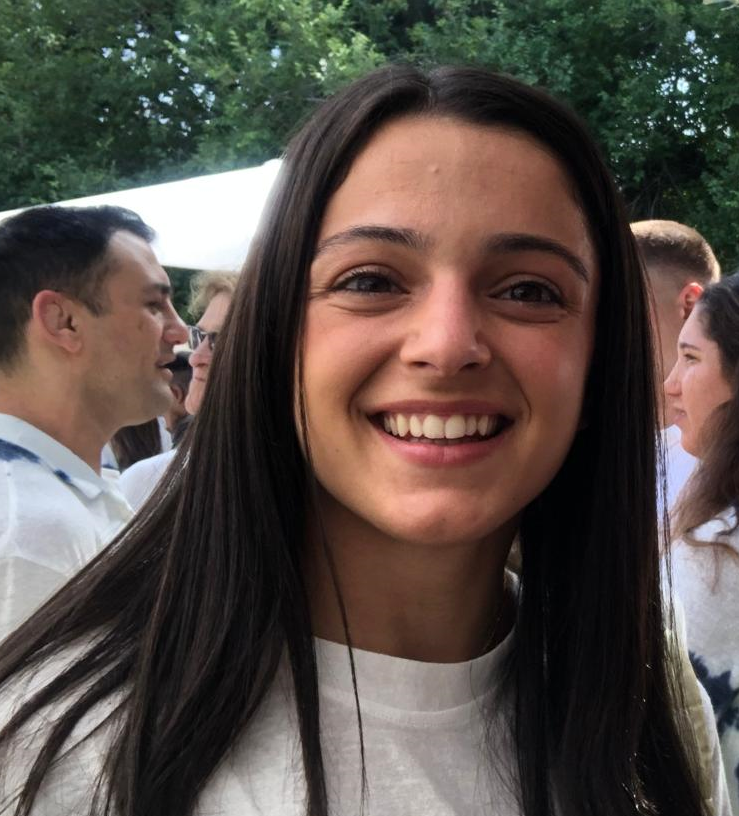
گفن پریمو

کشورهایی که دستکم یک ورزشکار را در رده‌های وزنی -۵۷ (- (۴۸-،۵۲ و -۵۷) ،۷۰ (-۵۷، ۶۳- و ۷۰-) و ۷۰+ (۷۰-، ۷۸- و ۷۸+) وزن برای زنان دارند. و حداقل یک ورزشکار در رده‌های وزنی ۷۳- (۶۰-، ۶۶- و ۷۳-)، ۹۰- (۷۳-، ۸۱- و ۹۰-) و ۹۰+ (۹۰-، ۱۰۰- و ۱۰۰-) برای مردان، در رویداد تیمی به رقابت خواهند پرداخت.
| تیم | رویداد | دور ۳۲                   | دور ۱۶                  | یک چهارم نهایی | نیمه نهایی     | رپشاژ          | نهایی / برنز   | رتبه |
| تیم | رویداد | در برابر نتیجه           | در برابر نتیجه          | در برابر نتیجه | در برابر نتیجه | در برابر نتیجه | در برابر نتیجه | رتبه |
| --- | ------ | ------------------------ | ----------------------- | -------------- | -------------- | -------------- | -------------- | ---- |
| یام وولچاک باروخ شمایلوف توهر بوتبول ساگی موکی پیتر پالچیک شیرا ریشونی گفن پریمو تیمنا نلسون-لوی گیلی شریر مایا گشن اینبار لانیر راز هرشکو | تیم    | مغولستان (MGL) · برد ۴–۳ | فرانسه (FRA) · شکست ۰–۴ | پیشروی نکرد    | پیشروی نکرد    | پیشروی نکرد    | پیشروی نکرد    | ۹    |

## قایقرانی
ملوانان اسرائیلی در مسابقات قهرمانی جهان قایقرانی ۲۰۲۳ در لاهه، هلند، یک قایق در IQFoil مردان و زنان، فرمول کایت زنان، و مخلوط ۴۷۰ را کسب کردند. آنها همچنین از طریق مسابقات قهرمانی اروپا بزرگسالان ILCA 2024 در آتن، یونان به یک قایق در لیزر مردان واجد شرایط شدند. علاوه بر این، ملوانان اسرائیلی از طریق مسابقات قهرمانی اروپا بزرگسالان ILCA در سال ۲۰۲۴ به یک قایق در رادیال لیزری زنان راه یافتند، پس از اینکه سهمیه پرتغال از مسابقات جهانی قایقرانی در سال ۲۰۲۳ رد صلاحیت شد زیرا واسیلیا کاراچالیو تابعیت پرتغالی را دریافت نکرد و برای نمایندگی پرتغال تأیید نشد.
رویدادهای حذفی
| ورزشکار       | رویداد       | سرعت     | سرعت | سرعت | سرعت | سرعت | سرعت | سرعت     | سرعت | سرعت | سرعت | سرعت | سرعت | سرعت | سرعت   | سرعت   | سرعت   | سرعت   | سرعت   | سرعت   | سرعت   | سرعت        | سرعت | سرعت    | سرعت | سرعت  | رده‌بندی نهایی |
| ورزشکار       | رویداد       | ۱        | ۲    | ۳    | ۴    | ۵    | ۶    | ۷        | ۸    | ۹    | ۱۰   | ۱۱   | ۱۲   | ۱۳   | ۱۴     | ۱۵     | ۱۶     | ۱۷     | ۱۸     | ۱۹     | ۲۰     | امتیاز خالص | رتبه | ۱/۸     | ۱/۴  | نهایی | رده‌بندی نهایی |
| ------------- | ------------ | -------- | ---- | ---- | ---- | ---- | ---- | -------- | ---- | ---- | ---- | ---- | ---- | ---- | ------ | ------ | ------ | ------ | ------ | ------ | ------ | ----------- | ---- | ------- | ---- | ----- | ------------- |
| تام ریوونی    | Men's IQFoil | ۸        | ۱۳   | ۵    | ۳    | ۳    | ۴    | BFD (۲۵) | ۳    | ۵    | ۱۳   | ۱۴   | ۴    | ۲    | لغو شد | لغو شد | لغو شد | لغو شد | لغو شد | لغو شد | لغو شد | ۶۳          | ۲ Q  | استراحت | ۲    | ۱     | 1             |
| Sharon Kantor | IQFoil زنان  | DSQ (۲۵) | ۶    | ۱۰   | ۱    | ۱    | ۳    | ۴        | ۲    | ۱۵   | ۱    | ۲    | ۶    | ۲    | ۱۱     | لغو شد | لغو شد | لغو شد | لغو شد | لغو شد | لغو شد | ۴۹          | ۲ Q  | استراحت | ۱    | ۲     | 2             |

| ورزشکار     | رویداد             | سری گشایش | سری گشایش | سری گشایش | سری گشایش | سری گشایش | سری گشایش | سری گشایش | سری گشایش | سری گشایش | سری گشایش | سری گشایش | سری گشایش | سری گشایش | سری گشایش | سری گشایش | سری گشایش | سری گشایش   | سری گشایش | سری نهایی   | سری نهایی   | سری نهایی   | سری نهایی   | سری نهایی   | سری نهایی   | سری نهایی   | سری نهایی   | سری نهایی   | سری نهایی   | سری نهایی   | سری نهایی   | رتبه نهایی |
| ورزشکار     | رویداد             | 1         | 2         | 3         | 4         | 5         | 6         | 7         | 8         | 9         | 10        | 11        | 12        | 13        | 14        | 15        | 16        | امتیاز خالص | رتبه      | SF1         | SF2         | SF3         | SF4         | SF5         | SF6         | F1          | F2          | F3          | F4          | F5          | F6          | رتبه نهایی |
| ----------- | ------------------ | --------- | --------- | --------- | --------- | --------- | --------- | --------- | --------- | --------- | --------- | --------- | --------- | --------- | --------- | --------- | --------- | ----------- | --------- | ----------- | ----------- | ----------- | ----------- | ----------- | ----------- | ----------- | ----------- | ----------- | ----------- | ----------- | ----------- | ---------- |
| دور زارکا   | Formula Kite مردان | ۱۵        | ۳         | DSQ (۲۱)  | ۹         | ۱۲        | UFD (۲۱)  | ۱۳        | لفو شد    | لفو شد    | لفو شد    | لفو شد    | لفو شد    | لفو شد    | لفو شد    | لفو شد    | لفو شد    | ۵۲          | ۱۳        | پیشروی نکرد | پیشروی نکرد | پیشروی نکرد | پیشروی نکرد | پیشروی نکرد | پیشروی نکرد | پیشروی نکرد | پیشروی نکرد | پیشروی نکرد | پیشروی نکرد | پیشروی نکرد | پیشروی نکرد | ۱۳         |
| گال زوکرمان | Formula Kite زنان  | ۱۰        | ۹         | ۱۰        | ۱۱        | ۵         | ۱۱        | لغو شد    | لغو شد    | لغو شد    | لغو شد    | لغو شد    | لغو شد    | لغو شد    | لغو شد    | لغو شد    | لغو شد    | ۴۵          | ۱۰ Q      | ۳           | —           | —           | —           | —           | —           | پیشروی نکرد | پیشروی نکرد | پیشروی نکرد | پیشروی نکرد | پیشروی نکرد | پیشروی نکرد | ۸          |

رویدادهای مسابقه مدال
| ورزشکار               | رویداد       | مسابقه | مسابقه | مسابقه | مسابقه | مسابقه | مسابقه | مسابقه | مسابقه | مسابقه | مسابقه | مسابقه | امتیاز خالص | رتبه نهایی |
| ورزشکار               | رویداد       | ۱      | ۲      | ۳      | ۴      | ۵      | ۶      | ۷      | ۸      | ۹      | ۱۰     | M*     | امتیاز خالص | رتبه نهایی |
| --------------------- | ------------ | ------ | ------ | ------ | ------ | ------ | ------ | ------ | ------ | ------ | ------ | ------ | ----------- | ---------- |
| عمر ورد ویلنچیک       | ILCA7 مردان  | ۳۸     | ۳      | ۷      | ۴۰     | ۳۶     | ۳۷     | ۲۰     | ۲۵     | ل      | ل      | حذف    | ۱۶۶         | ۳۰         |
| شای کاکن              | ILCA6 بانوان | ۲۲     | ۳۳     | ۱۲     | ۷      | ۳۱     | ۳۴     | ۲۵     | ۱۰     | ۱۸     | ل      | EL     | ۱۵۸         | ۲۴         |
| نوآ لاسری نیتای هاسون | ترکیبی ۴۷۰   | ۱۰     | ۷      | ۱۸     | ۹      | ۸      | ۲      | ۷      | ۱۴     | ل      | ل      | ۱۰     | ۶۷          | ۷          |

M = مسابقه مدال؛ EL = حذف شد - به مسابقه مدال صعود نکرد

## تیراندازی

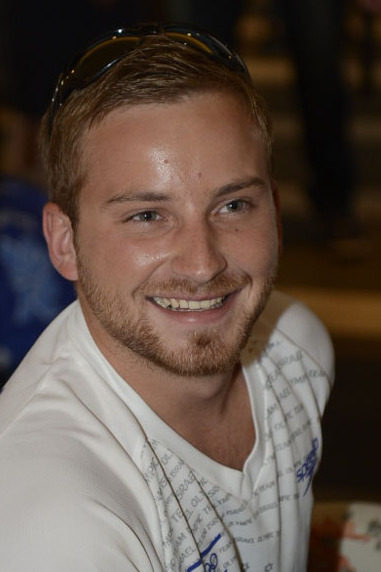
سرگئی ریشتر

سرگئی ریشتر تیرانداز اسرائیلی پس از تخصیص مجدد نقاط جهانشمول، سهمیه‌ای را برای هیئت در تفنگ بادی ۱۰ متر مردان از طریق رنکینگ جهانی المپیک ISSF به دست آورد. این چهارمین حضور او در المپیک خواهد بود.
| ورزشکار     | رویداد                 | صلاحیت | صلاحیت | نهایی       | نهایی       |
| ورزشکار     | رویداد                 | نکته‌ها | رتبه   | نکته‌ها      | رتبه        |
| ----------- | ---------------------- | ------ | ------ | ----------- | ----------- |
| سرگئی ریشتر | تفنگ بادی ۱۰ متر مردان | ۶۲۶٫۴  | ۳۳     | پیشروی نکرد | پیشروی نکرد |

## موج‌سواری
موج سواران اسرائیلی یک مکان سهمیه کوتاه برد را تأیید کردند. آنات للیور به دلیل اینکه یکی از هشت موج سوار برتر زن انفرادی است که هنوز واجد شرایط نشده است، در بازی‌های موج سواری جهانی 2024 ISA در آرسیبو، پورتوریکو، به این بازی‌ها راه یافت.

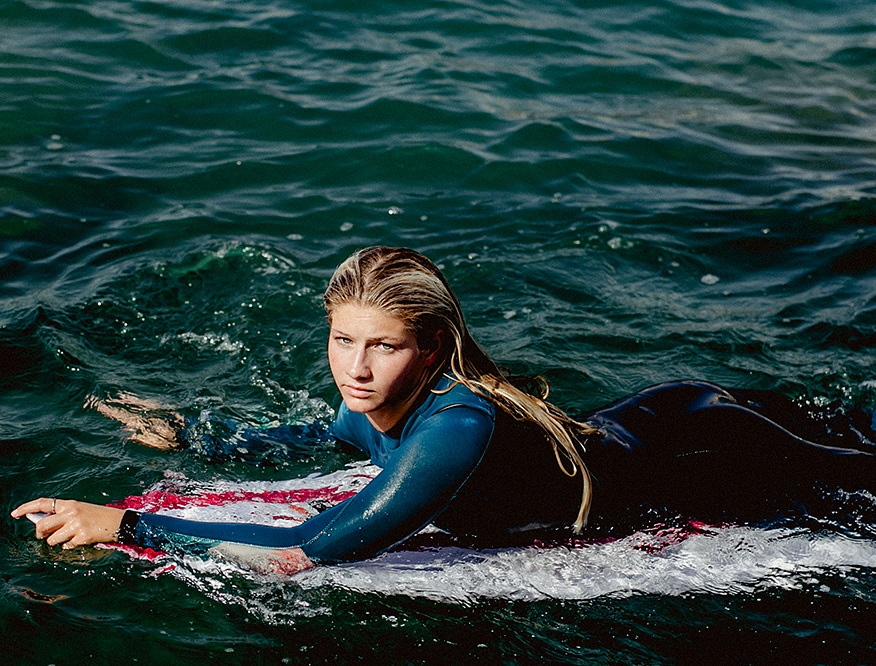
آنات للیور

| ورزشکار    | رویداد           | دور ۱ | دور ۱ | دور ۲                          | دور ۳                        | یک چهارم نهایی | نیمه نهایی     | نهایی / برنز   | نهایی / برنز |
| ورزشکار    | رویداد           | نمره  | رتبه  | در برابر نتیجه                 | در برابر نتیجه               | در برابر نتیجه | در برابر نتیجه | در برابر نتیجه | رتبه         |
| ---------- | ---------------- | ----- | ----- | ------------------------------ | ---------------------------- | -------------- | -------------- | -------------- | ------------ |
| آنات للیور | تخته کوتاه زنانه | ۵٫۴۳  | ۲ Q2  | گونزالز (ESP) · برد ۱۱٫۰۰–۲٫۸۰ | رایت (AUS) · شکست ۷٫۷۴–۱۱٫۱۰ | پیشروی نکرد    | پیشروی نکرد    | پیشروی نکرد    | ۹            |

## شنا

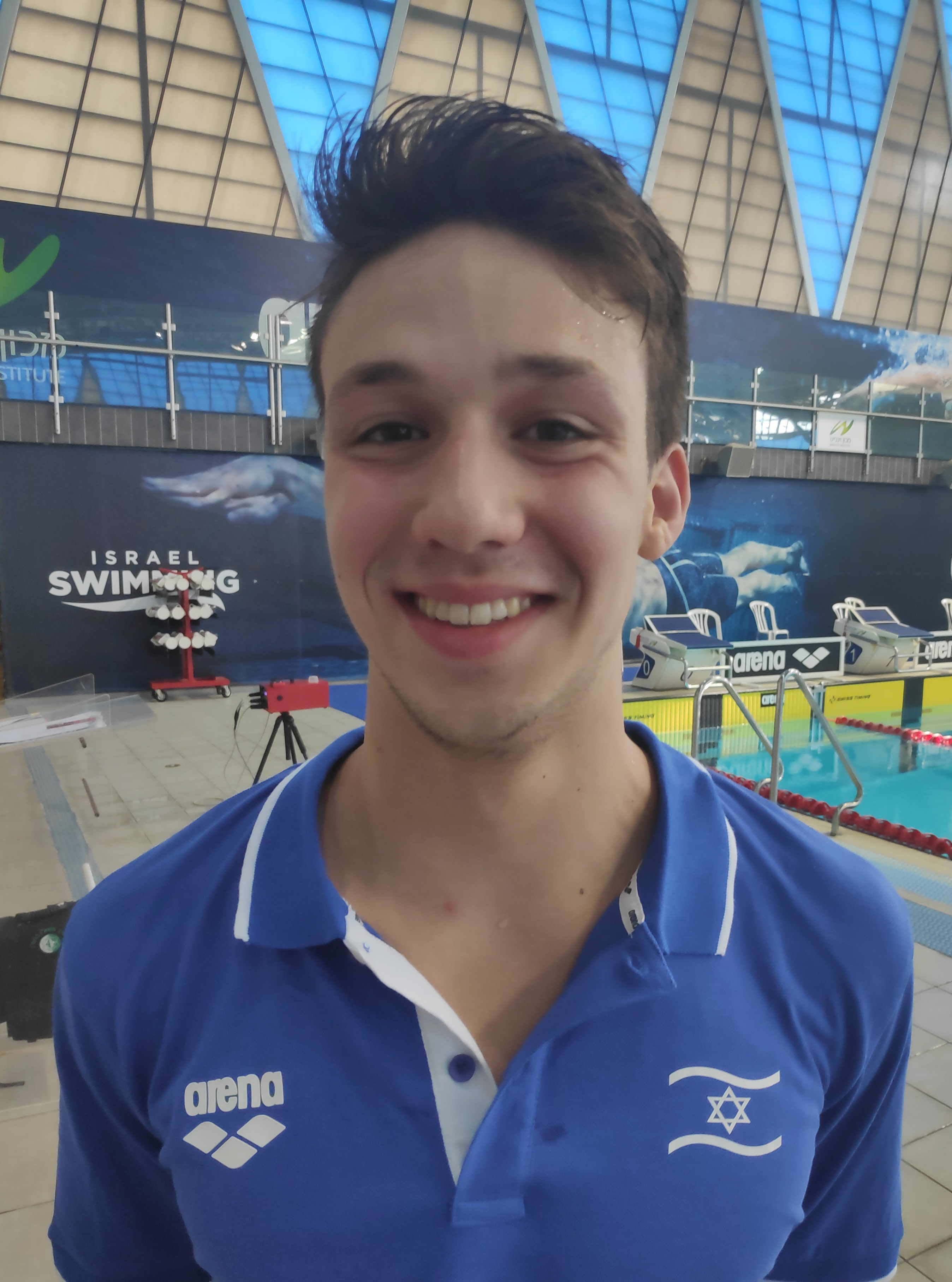
گال کوهن گرومی

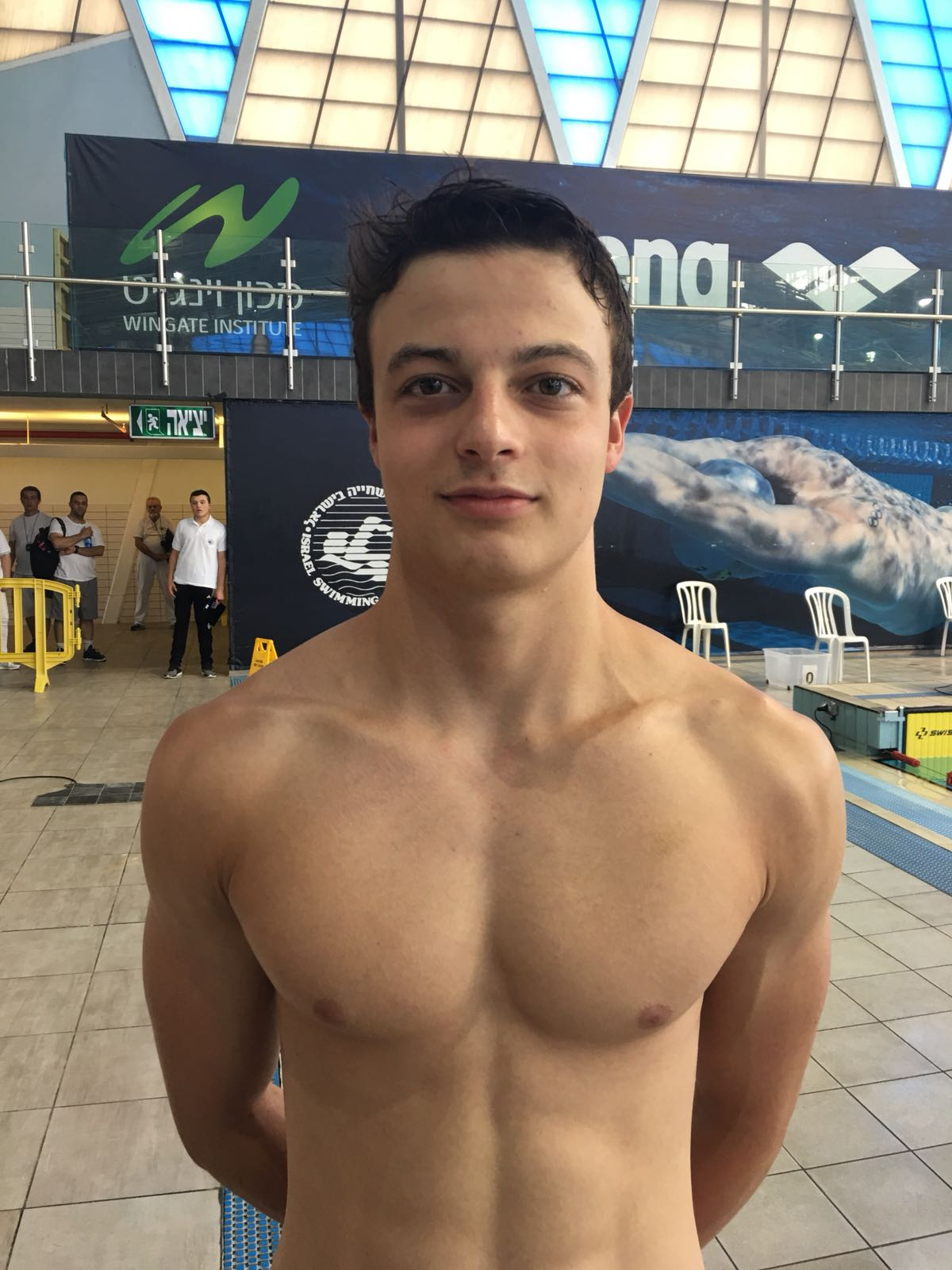
تومر فرانکل

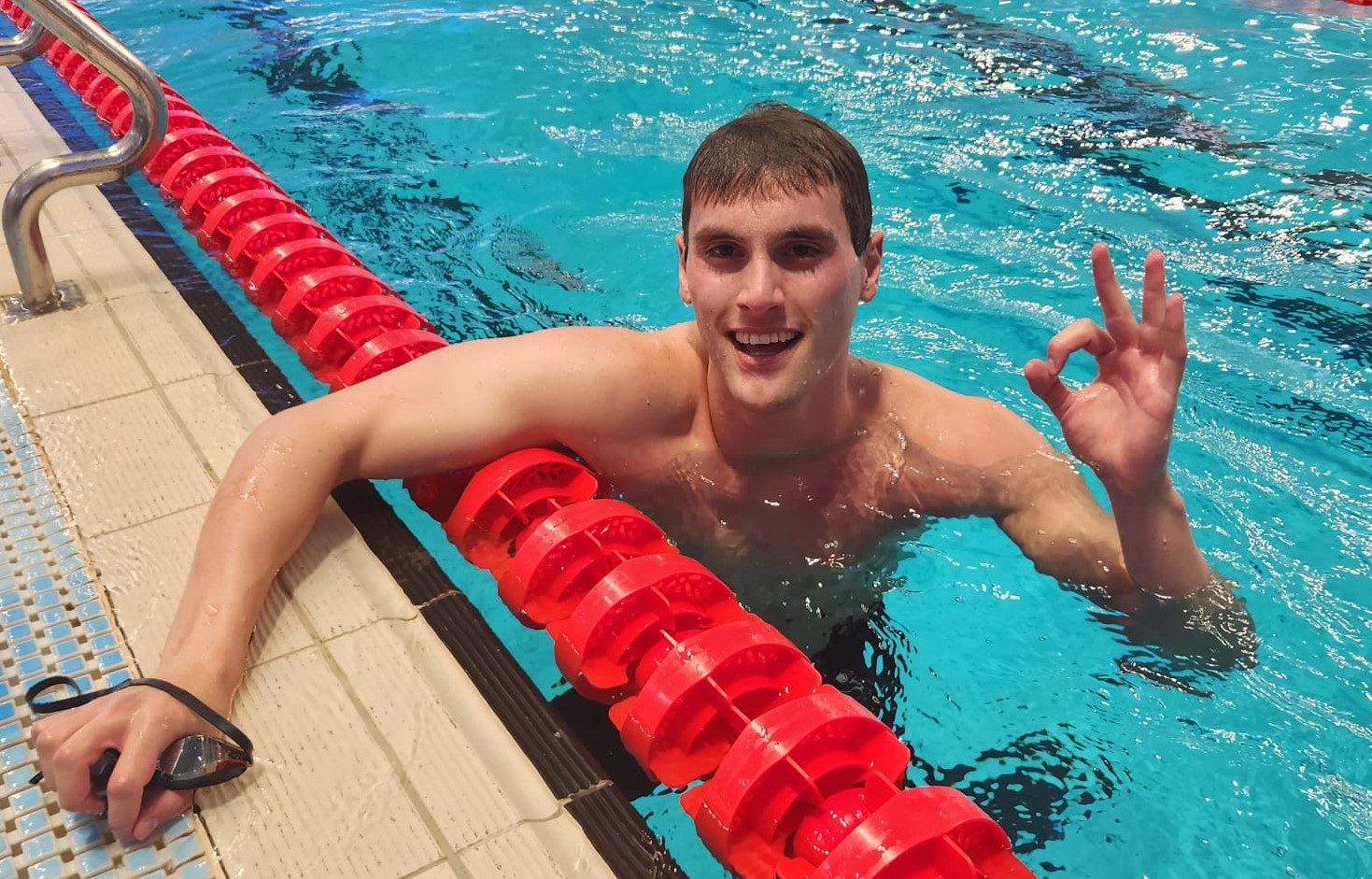
آدام مارانا

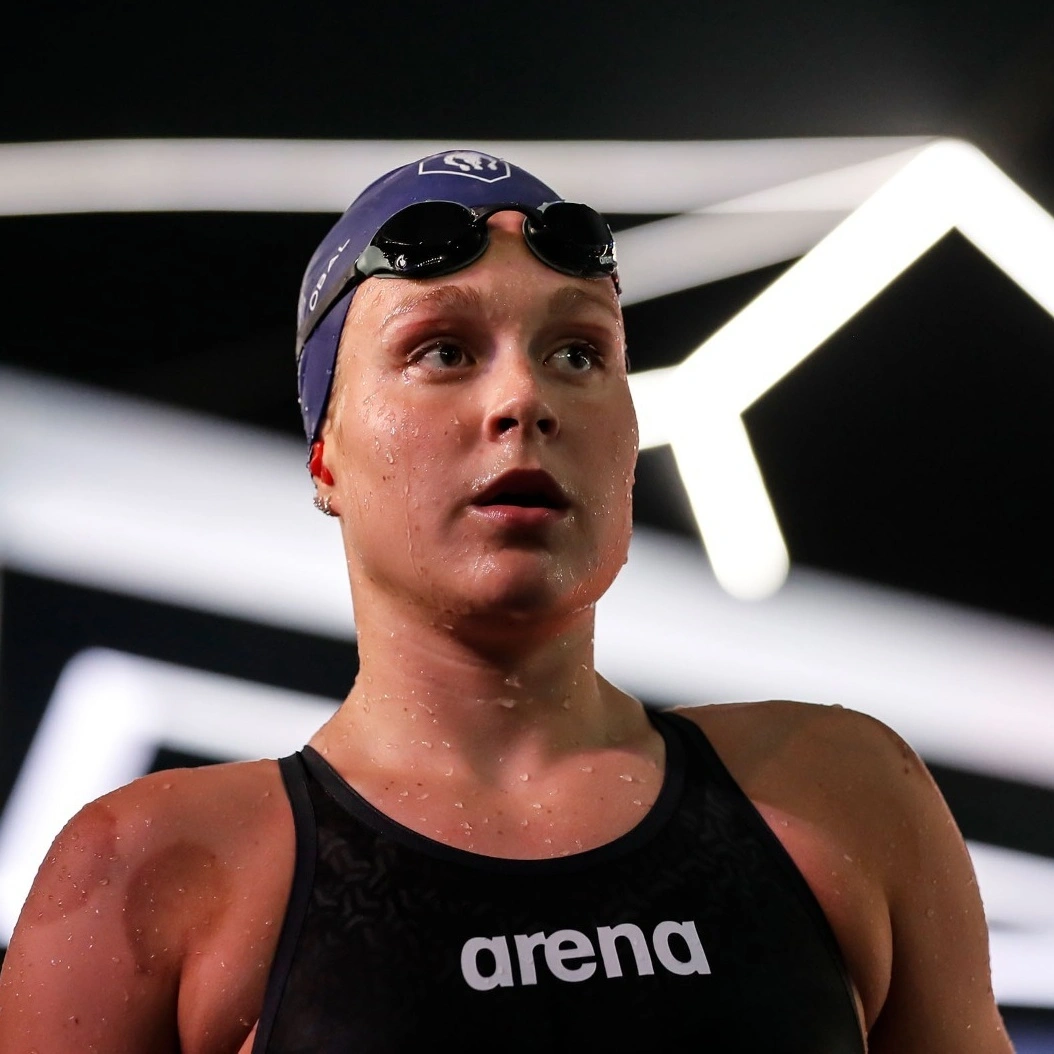
آناستازیا گوربنکو

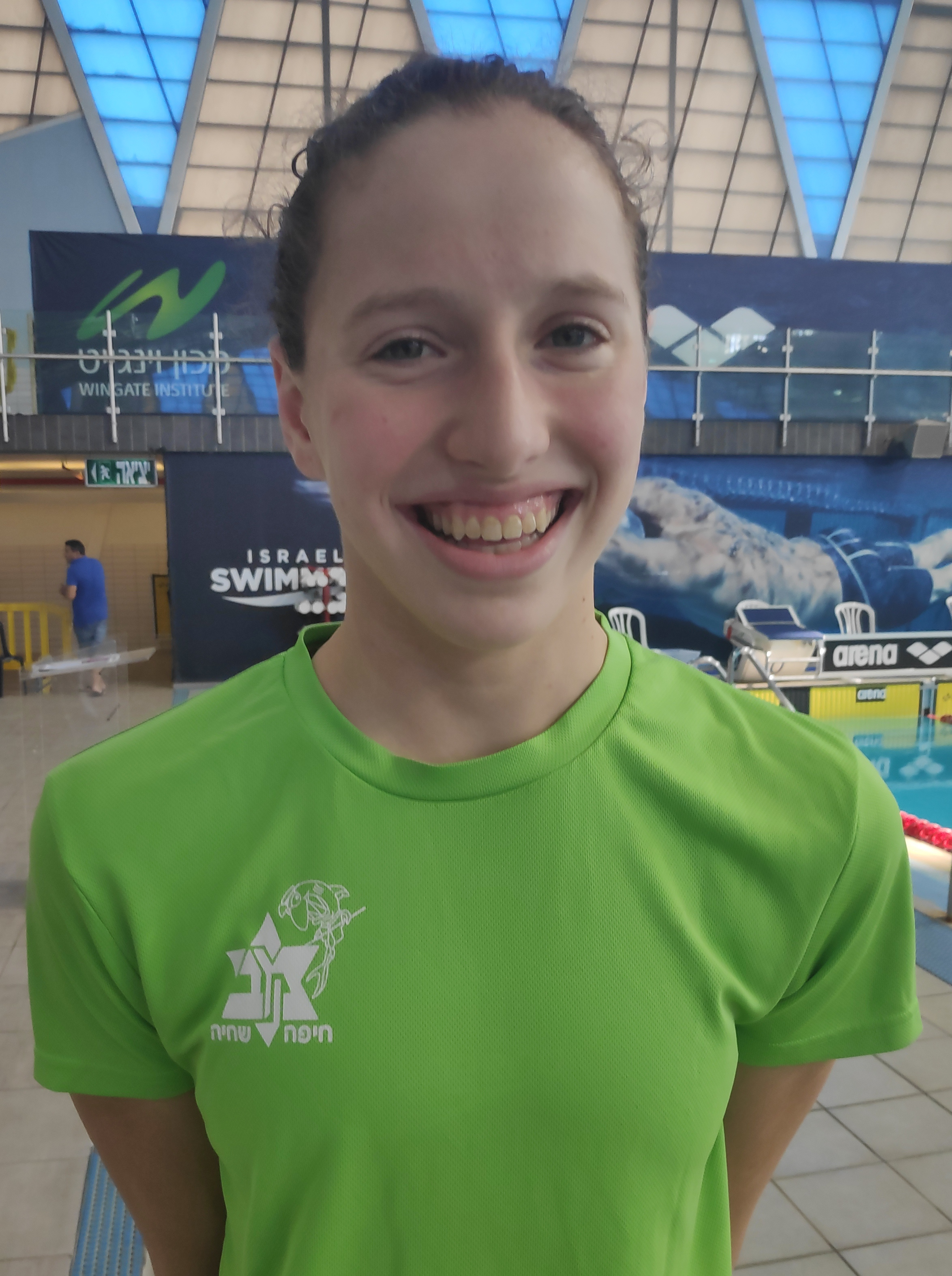
لیا پولونسکی

شناگران اسرائیلی جواز لازم جهت ورود به مسابقات زیر را برای المپیک پاریس ۲۰۲۴ کسب کردند (حداکثر دو شناگر در زمان مقدماتی المپیک (OST) و احتمالاً در زمان بررسی المپیک (OCT)):
مردان
| ورزشکار                                                         | رویداد                | گرم کردن   | گرم کردن | نیمه نهایی  | نیمه نهایی  | نهایی       | نهایی       |
| ورزشکار                                                         | رویداد                | زمان       | رتبه     | زمان        | رتبه        | زمان        | رتبه        |
| --------------------------------------------------------------- | --------------------- | ---------- | -------- | ----------- | ----------- | ----------- | ----------- |
| Meiron Cheruti                                                  | ۵۰ متر آزاد           | ۲۱٫۸۸      | 10 Q     | ۲۱٫۹۱       | ۱۳          | عدم پیشروی  | عدم پیشروی  |
| Martin Kartavi                                                  | ۵۰ متر آزاد           | ۲۲٫۰۱      | ۱۹       | عدم پیشروی  | عدم پیشروی  | عدم پیشروی  | عدم پیشروی  |
| Tomer Frankel                                                   | ۱۰۰ متر آزاد          | ۴۸٫۶۶      | ۲۱       | عدم پیشروی  | عدم پیشروی  | عدم پیشروی  | عدم پیشروی  |
| Tomer Frankel                                                   | ۱۰۰ متر پروانه        | ۵۱٫۹۴      | ۲۱       | عدم پیشروی  | عدم پیشروی  | عدم پیشروی  | عدم پیشروی  |
| Denis Loktev                                                    | ۲۰۰ متر آزاد          | ۱:۴۷٫۰۱    | ۱۴ Q     | ۱:۴۷٫۹۳     | ۱۶          | عدم راهیابی | عدم راهیابی |
| Gal Cohen Groumi                                                | ۱۰۰ متر پروانه        | ۵۱٫۳۰      | ۱۰ Q     | ۵۱٫۴۸       | ۱۲          | پیشروی نکرد | پیشروی نکرد |
| Adam Maraana                                                    | ۱۰۰ متر کرال پشت      | ۵۴٫۶۱      | ۲۸       | عدم راهیابی | عدم راهیابی | عدم راهیابی | عدم راهیابی |
| David Gerchik                                                   | ۲۰۰ متر کرال پشت      | ۱:۵۸٫۷۹    | ۲۲       | پیشروی نکرد | پیشروی نکرد | پیشروی نکرد | پیشروی نکرد |
| Ron Polonsky                                                    | ۱۰۰ متر کرال پشت      | ۱:۰۰٫۰۰ NR | ۱۶ Q     | ۱:۰۰٫۳۷     | ۱۶          | عدم راهیابی | عدم راهیابی |
| Ron Polonsky                                                    | ۲۰۰ متر مختلط انفرادی | ۱:۵۸٫۳۰    | =۷ Q     | ۱:۵۸٫۸۹     | ۱۲          | پیشروی نکرد | پیشروی نکرد |
| Tomer Frankel Gal Cohen Groumi Denis Loktev Alexey Glivinskiy   | ۴ × ۱۰۰ متر رله آزاد  | ۳:۱۵٫۴۱    | ۱۴       | —           | —           | عدم راهیابی | عدم راهیابی |
| Bar Soloveychik Eitan Ben Shitrit Gal Cohen Groumi Denis Loktev | ۴ × ۲۰۰ متر رله آزاد  | ۷:۰۸٫۴۳ NR | =۸ Q     | —           | —           | ۷:۱۰٫۲۲     | ۹           |
| Matan Roditi                                                    | ۱۰ کیلومتر آب‌های آزاد | —          | —        | —           | —           | ۱:۵۷:۰۲٫۳   | ۱۶          |

زنان
| ورزشکار                                                  | رویداد                | حرارت   | حرارت | نیمه نهایی  | نیمه نهایی  | نهایی       | نهایی       |
| ورزشکار                                                  | رویداد                | زمان    | رتبه  | زمان        | رتبه        | زمان        | رتبه        |
| -------------------------------------------------------- | --------------------- | ------- | ----- | ----------- | ----------- | ----------- | ----------- |
| آناستازیا گوربنکو                                        | ۲۰۰ متر کرال پشت      | ۲:۱۰٫۲۹ | ۱۳ Q  | ۲:۱۱٫۹۶     | ۱۶          | پیشروی نکرد | پیشروی نکرد |
| آناستازیا گوربنکو                                        | ۱۰۰ متر قورباغه       | ۱:۰۶٫۲۲ | ۷ س   | کنار کشیدن  | کنار کشیدن  | کنار کشیدن  | کنار کشیدن  |
| آناستازیا گوربنکو                                        | ۲۰۰ متر مختلط انفرادی | ۲:۱۱٫۵۳ | ۱۱ Q  | ۲:۱۰٫۳۲     | ۹           | پیشروی نکرد | پیشروی نکرد |
| آناستازیا گوربنکو                                        | ۴۰۰ متر مختلط انفرادی | ۴:۴۱٫۶۴ | ۱۰    | —           | —           | پیشروی نکرد | پیشروی نکرد |
| آویو بارزلی                                              | ۱۰۰ متر کرال پشت      | ۱:۰۲٫۳۰ | ۲۵    | پیشروی نکرد | پیشروی نکرد | پیشروی نکرد | پیشروی نکرد |
| آویو بارزلی                                              | ۲۰۰ متر کرال پشت      | ۲:۰۰٫۳۸ | ۱۹    | پیشروی نکرد | پیشروی نکرد | پیشروی نکرد | پیشروی نکرد |
| لیا پولونسکی                                             | ۲۰۰ متر آزاد          | ۲:۰۰٫۳۸ | ۱۹    | عدم پیشروی  | عدم پیشروی  | عدم پیشروی  | عدم پیشروی  |
| لیا پولونسکی                                             | ۲۰۰ متر مختلط انفرادی | ۲:۱۷٫۵۳ | ۲۸    | پیشروی نکرد | پیشروی نکرد | پیشروی نکرد | پیشروی نکرد |
| آناستازیا گوربنکو داریا گولواتی آیلا اسپیتز لیا پولونسکی | رله ۴×۲۰۰ متر آزاد    | ۷:۵۵٫۹۹ | ۱۱    | —           | —           | پیشروی نکرد | پیشروی نکرد |

مختلط
| ورزشکار                                                    | رویداد              | حرارت   | حرارت | نهایی       | نهایی       |
| ورزشکار                                                    | رویداد              | زمان    | رتبه  | زمان        | رتبه        |
| ---------------------------------------------------------- | ------------------- | ------- | ----- | ----------- | ----------- |
| آناستازیا گوربنکو گال کوهن گرومی ران پولونسکی آندره آ مورز | رله مختلط ۴×۱۰۰ متر | ۳:۴۵٫۳۳ | ۱۰    | پیشروی نکرد | پیشروی نکرد |

## تکواندو

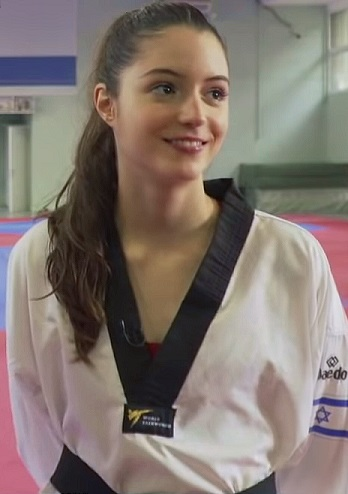
آویشگ سمبرگ

آویشگ سمبرگ دارنده مدال برنز توکیو ۲۰۲۰ در مسابقات انتخابی اروپا ۲۰۲۴ در صوفیه بلغارستان توانست به عنوان نماینده اسرائیل به المپیک پاریس ۲۰۲۴ راه یابد.
| ورزشکار     | رویداد           | دور ۱۶                   | یک چهارم نهایی | نیمه نهایی  | شانس مجدد   | نهایی / برنز | نهایی / برنز |
| ورزشکار     | رویداد           | رقیب نتیجه               | رقیب نتیجه     | رقیب نتیجه  | رقیب نتیجه  | رقیب نتیجه   | رتبه         |
| ----------- | ---------------- | ------------------------ | -------------- | ----------- | ----------- | ------------ | ------------ |
| آویشگ سمبرگ | ۴۹- کیلوگرم زنان | ابوطالب (KSA) · شکست ۱–۲ | پیشروی نکرد    | پیشروی نکرد | پیشروی نکرد | پیشروی نکرد  | ۱۱           |

سمبرگ در‌ دور نخست نتیجه را به دنیا ابوطالب از عربستان واگذار کرد، ابوطالب در بازی بعدش ۰–۲ برابر  پانیپاک وونگپاتاناکیت از تایلند شکست خورد تا سمبرگ از راه‌یابی به  شانس مجدد و کسب مدال بازماند.

## سه‌گانه
اسراییل بر اساس رده‌بندی انفرادی المپیک انفرادی سه‌گانه جهان، یک ورزشکار سه‌گانه مرد را احراز کرد. شاچار ساگیو که ورزشکار سه‌گانه ای بود که به این رده‌بندی راه یافت، به عنوان نماینده اسرائیل در المپیک ۲۰۲۴ انتخاب شد.
| ورزشکار     | رویداد | زمان              | زمان      | زمان                | زمان      | زمان            | زمان    | رتبه |
| ورزشکار     | رویداد | شنا (۱٫۵ کیلومتر) | جابجایی ۱ | دوچرخه (۴۰ کیلومتر) | جابجایی ۲ | دو (۱۰ کیلومتر) | جمع     | رتبه |
| ----------- | ------ | ----------------- | --------- | ------------------- | --------- | --------------- | ------- | ---- |
| شاچار ساگیو | مردانه | ۲۱:۳۱             | ۰:۴۸      | ۵۴:۳۳               | ۰:۲۷      | ۳۲:۱۳           | ۱:۴۹:۳۲ | ۳۷   |

## فراخوان ممنوعیت مشارکت
سازمان‌های ورزشی فلسطینی و سازمان‌های ورزشی کشورهای عربی و حامیان فلسطین (از جمله جمهوری اسلامی ایران) خواستار اعمال تحریم‌ها علیه اسرائیل و جلوگیری از حضور ورزشکاران این کشور در بازی‌های المپیک پاریس ۲۰۲۴ به دلیل جنگ اسرائیل و حماس هستند. تماس‌های سازمان‌های فلسطینی و عربی ناشی از نگرانی‌ها در مورد تأثیر جنگ بر ورزشکاران و امکانات ورزشی فلسطینی است.
در ماه فوریه، بیست و شش نماینده فرانسوی نامه‌ای به کمیته بین‌المللی المپیک ارسال و خواستار تحریم اسرائیل شدند. آنها همچنین خواستار ممنوعیت شرکت ورزشکاران اسرائیلی تحت پرچم و سرود اسرائیل بودند. نمایندگان دلیل این موضع خود را جنایات جنگی ادعایی اسرائیل در نوار غزه ذکر کردند. آنها پیشنهاد کردند که ورزشکاران اسرائیلی به صورت بی‌طرف، مشابه ورزشکاران روسیه و بلاروس، در طول بازی‌ها شرکت کنند. سازمان جهانی آواز مستقر در آمریکا، درخواستی آنلاین را آغاز کرد و از کمیته بین‌المللی المپیک خواست تا اسرائیل را از بازی‌ها تا زمانی که «حمله خود به غیرنظامیان بی‌گناه در غزه را متوقف کند» منع کند.
کمیته بین‌المللی المپیک ورزشکاران را از تحریم یا تبعیض علیه دیگران برحذر داشته است و اعلام کرده است که اقدامات فوری به دنبال هرگونه رفتار تبعیض‌آمیز و نژادپرستانه مانند مورد جودوکار الجزایری فتحی نورین (که از مبارزه با توهر بوبول، ورزشکار اسرائیلی در سال ۲۰۲۰ خودداری کرده بود و همچنین تعلیق فدراسیون جودوی ایران به دلیل عدم مسابقه با نمایندگان اسرائیلی و دخالت سیاسیون در ورزش به مدت نامعلوم)، که با محرومیت ده ساله مواجه شد، انجام خواهد شد. IOC همچنین اعلام کرد که ورزشکاران نباید در قبال اقدامات دولت خود پاسخگو باشند. با این حال، مسعود دریس جودوکار الجزایری، که قبلاً گزارش شده بود که در نظر داشت کناره‌گیری کند، قبل از مسابقه با بوتبول در ماده ۷۳- کیلوگرم، پس از اینکه وزن او ۰٫۴ کیلوگرم بالاتر از حد مجاز بود، از مسابقات محروم شد. جبرئیل رجوب، رئیس کمیته المپیک فلسطین گفت که از تعامل با همتای اسرائیلی خود یائل آراد امتناع می‌کند و اظهار داشت: من و ورزشکاران فلسطینی اصول کمیته بین‌المللی المپیک را دنبال می‌کنیم و اگر احساس کنیم که تخلفی از سوی این کمیته وجود دارد. طرف ما، باید با آن بجنگیم، توپ در زمین طرف مقابل است. وی همچنین به جودوکار و پرچمدار اسرائیلی پیتر پالچیک اشاره کرد که متهم به انتشار تصاویری از موشک‌های اسرائیلی در شبکه‌های اجتماعی خود با عنوان «از من برای شما با کمال میل» است.

### اتهامات دوگانه علیه کمیته بین‌المللی المپیک
در نوامبر ۲۰۲۳، روسیه کمیته بین‌المللی المپیک را متهم کرد که با تحریم نکردن اسرائیل به دلیل اقدامات نظامی در غزه، استانداردهای دوگانه دارد، زیرا فلسطین نیز عضو کمیته بین‌المللی المپیک است. پاسخ IOC به مقایسه با روسیه این بود که توصیه‌های اتخاذ شده در مورد روسیه و بلاروس ناشی از نقض آتش‌بس المپیک که در آن زمان لازم الاجرا بود، نقض منشور المپیک توسط روسیه پس از الحاق چهار شورای المپیک اوکراین و روسیه است. دو تخلف قبلی در سال ۲۰۰۸ و ۲۰۱۴ رخ داده بود. ژول بویکوف، آکادمیک آمریکایی و بازیکن حرفه ای سابق فوتبال، استانداردهای دوگانه را «فوق العاده» توصیف کرد و رفتار کمیته بین‌المللی المپیک با اسرائیل در مقایسه با روسیه را زیر سؤال برد و اظهار داشت که شهرک‌های مختلف اسرائیل در کرانه باختری، اورشلیم شرقی و بلندی‌های جولان نقض قوانین منشور المپیک است، همان‌طور که حمله روسیه به اوکراین انجام شد.